# Grazer Kalvarienberg

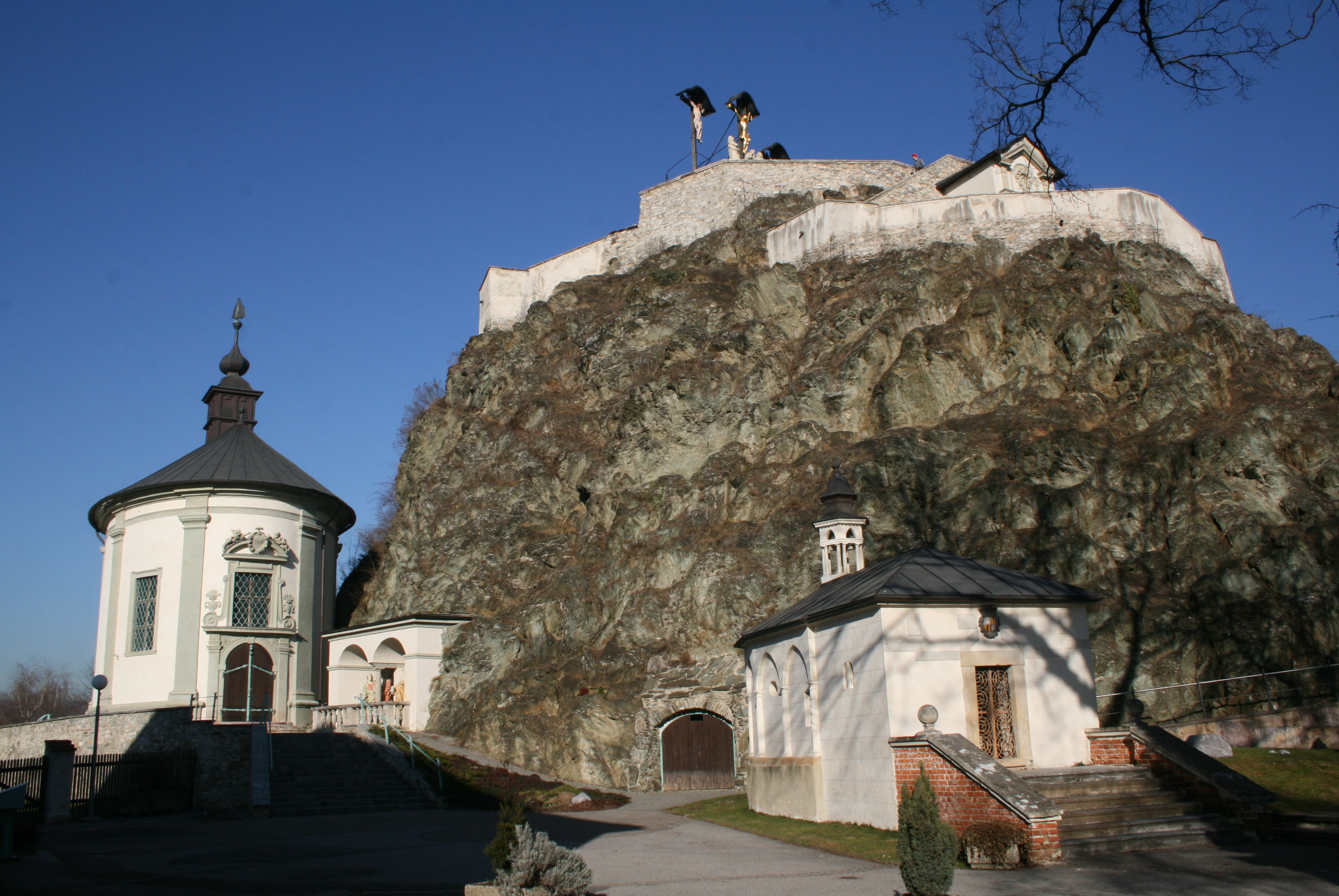
Grazer Kalvarienberg auf dem Austein

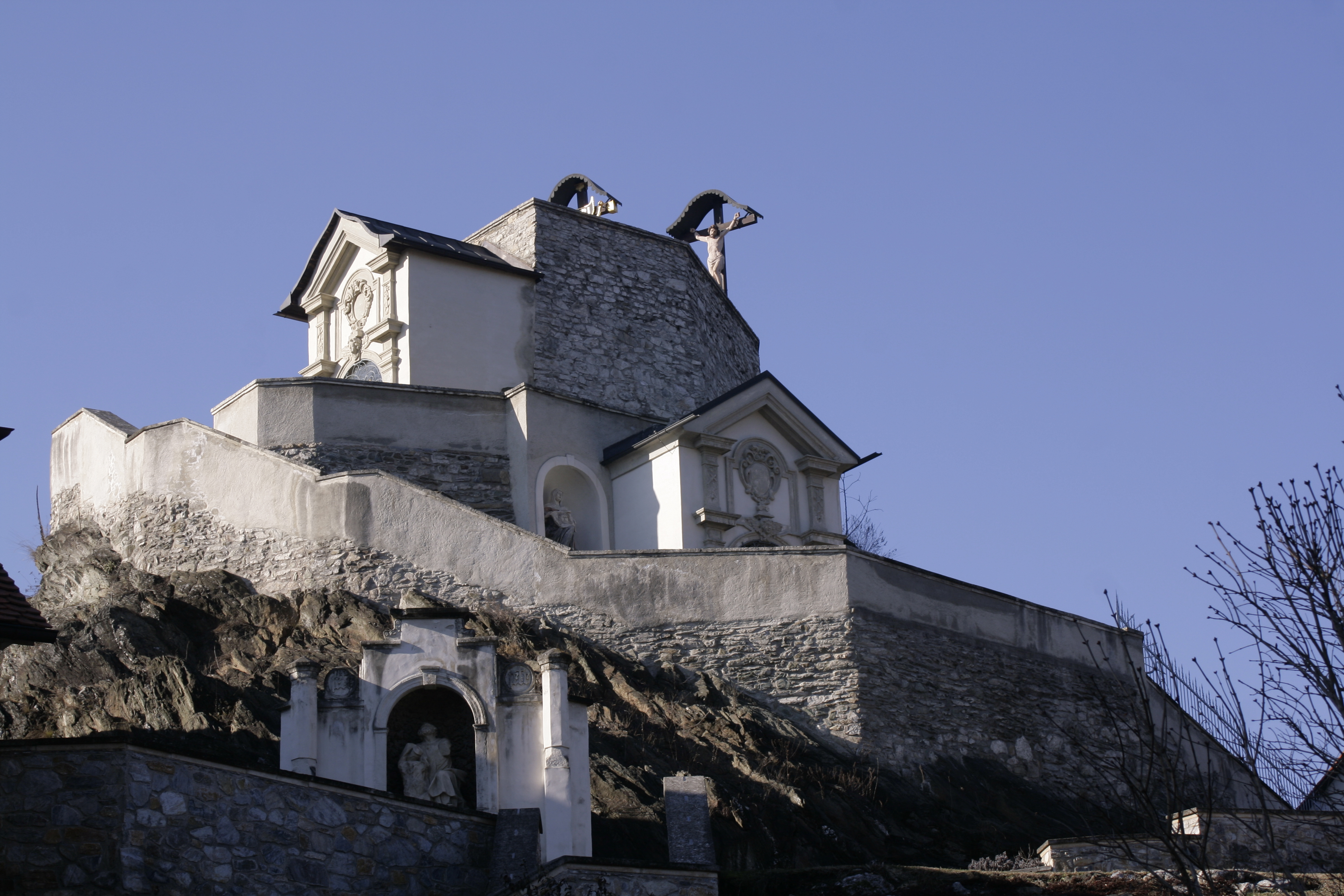
Grazer Kalvarienberg mit Kapellen

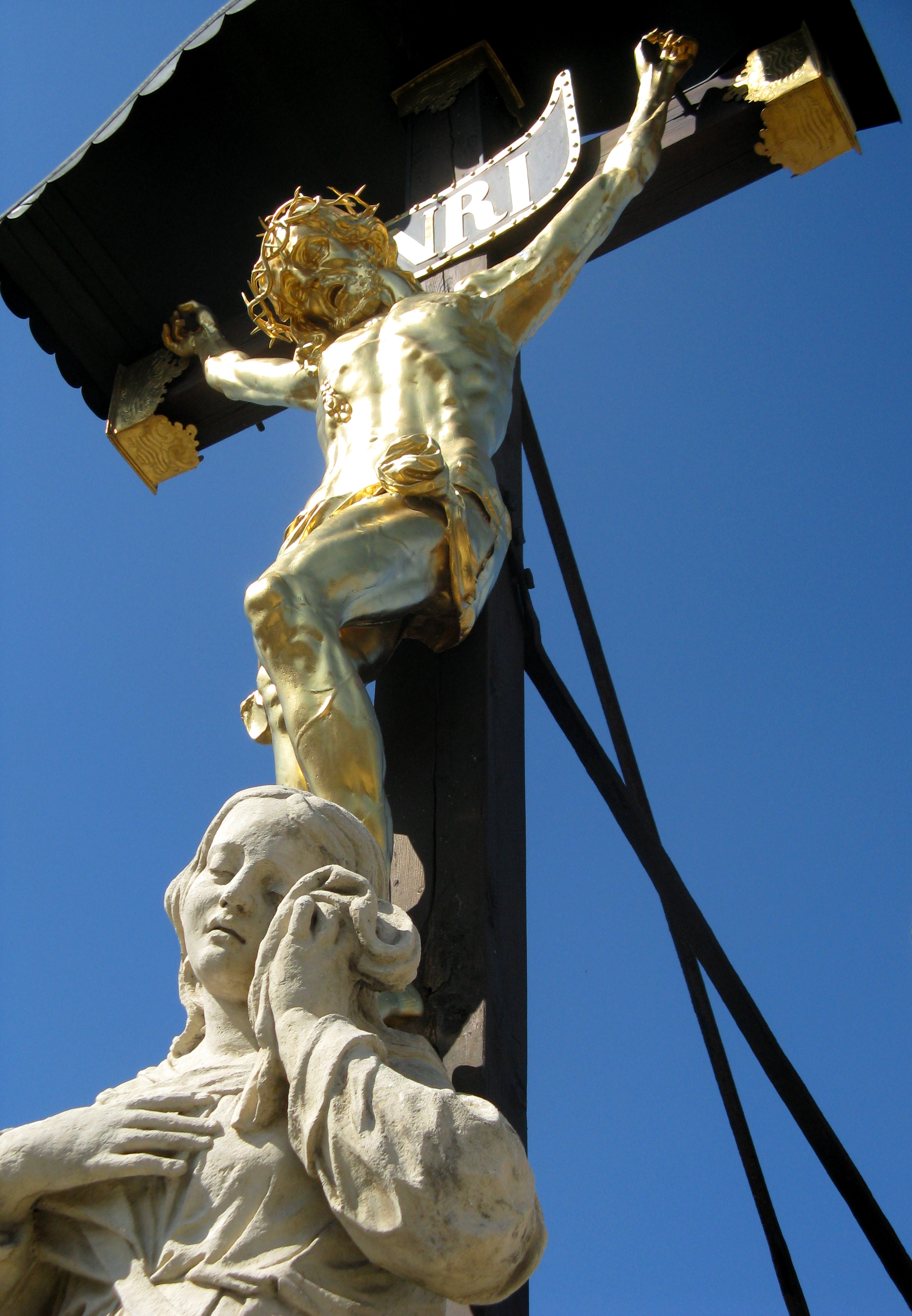
Jesus Christus mit Maria Magdalena

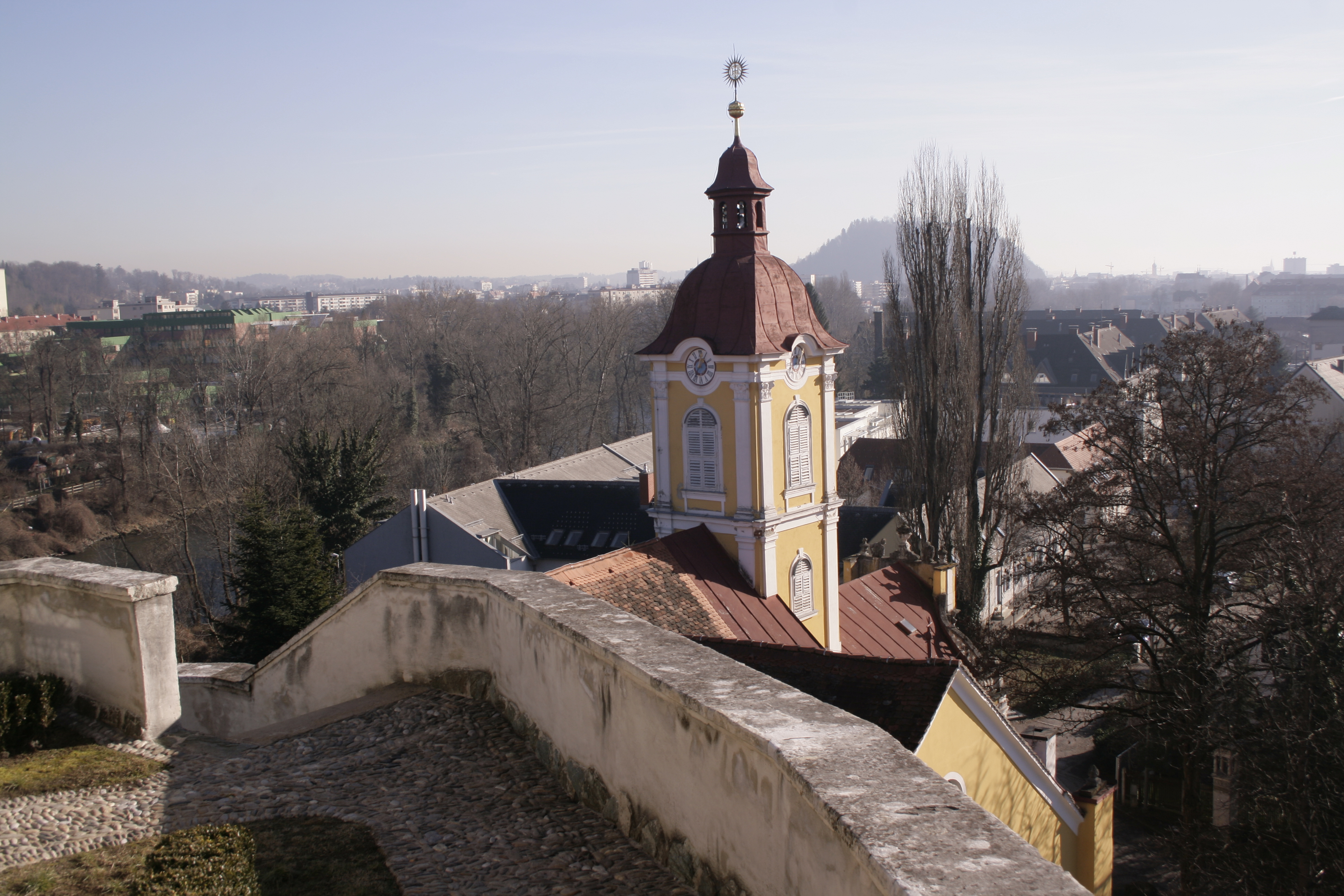
Aussicht vom Grazer Kalvarienberg mit Kalvarienbergkirche und Grazer Schloßberg im Hintergrund

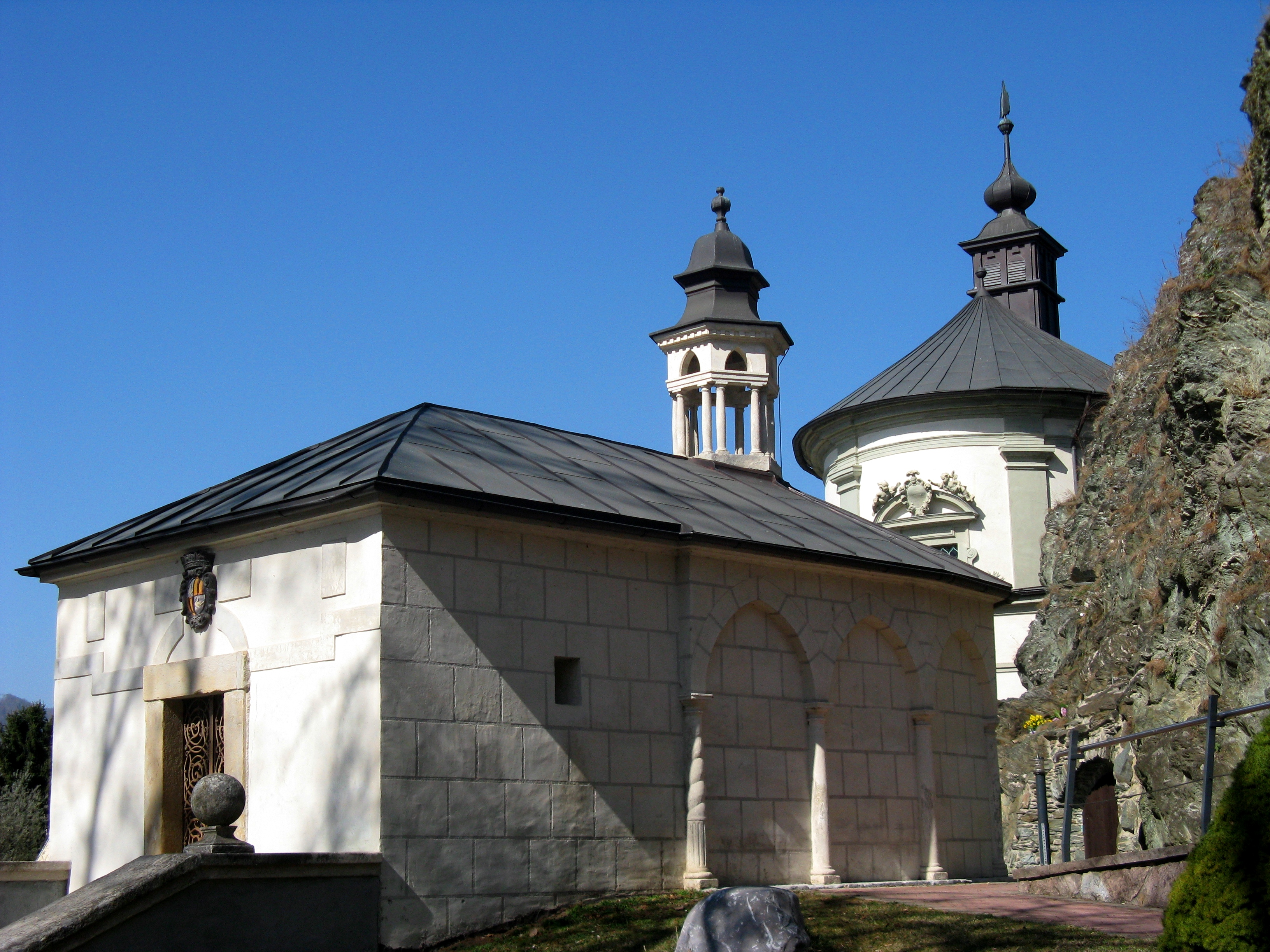
Heiliges Grab mit Mariatroster Kapelle im Hintergrund

Der im 17. Jahrhundert errichtete Grazer Kalvarienberg befindet sich auf dem nahe der Mur liegenden Austein im Grazer Stadtbezirk Lend. Auf dessen felsigem Gipfel stehen eine Kreuzigungsgruppe mit drei Kreuzen und mehrere Kapellen.
Am Fuße des Felsens befinden sich die später errichtete, hochbarocke Kalvarienbergkirche zum Heiligen Kreuz mit der Heiligen Stiege und einer Ecce-Homo-Bühne, daneben der Pfarrhof und der langgestreckte, schmale Kalvarienberg-Friedhof. Der Kreuzweg zum Kalvarienberg mit 14 Stationen ist nicht mehr erhalten. Die sieben Stationen des bereits vor der Errichtung der Anlage auf dem Austein existierenden Prozessionswegs aus der Innenstadt bis zur späteren Kalvarienbergkirche sind noch erhalten.
Zu seiner Entstehungszeit war der Grazer Kalvarienberg die erste Nachbildung des Jerusalemer Kreuzigungshügels Golgota und seiner an die Kreuzigung Christi erinnernden Anlagen innerhalb der habsburgischen Erblande. Er stand bis ins 18. Jahrhundert unter dem Patronat des Jesuitenordens. Von Beginn seines Bestehens an war der Grazer Kalvarienberg Ziel von Wallfahrten und Prozessionen.

## Geographische Lage

### Besiedlungsgeschichte
In Graz gibt es zwei markante geologische Erhebungen: den Grazer Schloßberg und den Austein, einen grünen Schieferfelsen. Während sich die Stadt Graz um den Schloßberg herum entwickelte, blieb der Austein bis 1596, also bis zu Ferdinand Maschwanders Widmung des Felsens an die Jesuiten, ohne Bedeutung für die Stadt. Die relativ große Entfernung und die Lage des Austeins inmitten der Mur-Auen waren die Hauptgründe einer geringen oder kaum vorhandenen Siedlungstätigkeit.

„Mitten aus dieser im Norden sich thalartig verengenden, etwa ¾ Meilen breiten und bei 3½ Meilen langen Ebene tauchen zwei Höhen auf; die eine sehr niedrige dicht am rechten, und die andere viel höhere weiter stromabwärts zunächst am linken Ufer der Mur. Die Erstere ist der Kalvarienberg, ein kolossaler Thonschieferblock von einer Höhe von 15 Wien. Klaftern; […] die Letztere der 1434 Par. (1474 Wien.) Fuß hohe Schloßberg.“

Die Mur-Au nächst dem Austein wurde zur Zeit der Errichtung der Kalvarienberganlage nach ihrem damaligen Besitzer Maschwander-Au genannt. Ab dem 17. Jahrhundert wird von einer spürbar gesteigerten Siedlungstätigkeit berichtet. Heute ist die Siedlungsdichte rund um den Kalvarienberg aufgrund von zahlreichen Wohnhausanlagen sehr hoch. Durch die Verbauung der Mur-Auen im Grazer Stadtbezirk Lend kann der Kalvarienberg nicht mehr (wie in alten Ansichten) von allen Seiten ohne Einschränkung gesehen werden.

### Der Kalvarienberg im Grazer Verkehrsnetz
Aus dem Süden kommend ist der Grazer Kalvarienberg über die Kalvarienbergstraße, die ein Teil des barocken Prozessionsweges war, erreichbar. Unmittelbar vor dem Eingang zur Kalvarienbergkirche mündet sie in die Schippingerstraße, eine Verbindungsstraße nach Westen zur Wiener Straße. Der Straßenzug ist nach dem Land- und Gastwirt Anton Schippinger (1851–1914) benannt, der dort den Gasthof „Zum Wiesenwirt“ betrieb. Neben der Kalvarienbergstraße mündet an derselben Stelle die Überfuhrgasse in die Schippingerstraße. An dieser Stelle befand sich einst als Brückenersatz eine Fähre mit Flößen und zwei Kopfstationen, die mittels Seil mit dem anderen Ufer verbunden waren und so die Überfuhr gewährleisteten.
Ziemlich weit davon entfernt liegt die nach dem Austein benannte Austeingasse. Sie verbindet die Grimmgasse im Süden mit dem Kalvariengürtel im Norden, der mit der „Kalvarienbrücke“ die beiden Murufer verbindet. Der Kalvarienweg hieß früher Friedhofsweg. Er führt an der Ostseite des Kalvarienberg-Friedhofs entlang und mündet gemeinsam mit dem Kirchweg in die Schippingerstraße. Die Maschwandergasse, benannt nach Ferdinand Maschwander, verläuft in der Nähe des Kalvarienberg-Friedhofs. Sie ist die Verbindungsgasse zwischen der Augasse im Osten und der Eiswerkgasse im Westen.
Der Grazer Kalvarienberg ist über die Haltestellen der Buslinie 67 Schippingerstraße im Osten und über die Haltestelle Kalvarienweg direkt neben dem Friedhof im Süden der Anlage erreichbar.

## Geschichte des Grazer Kalvarienberges

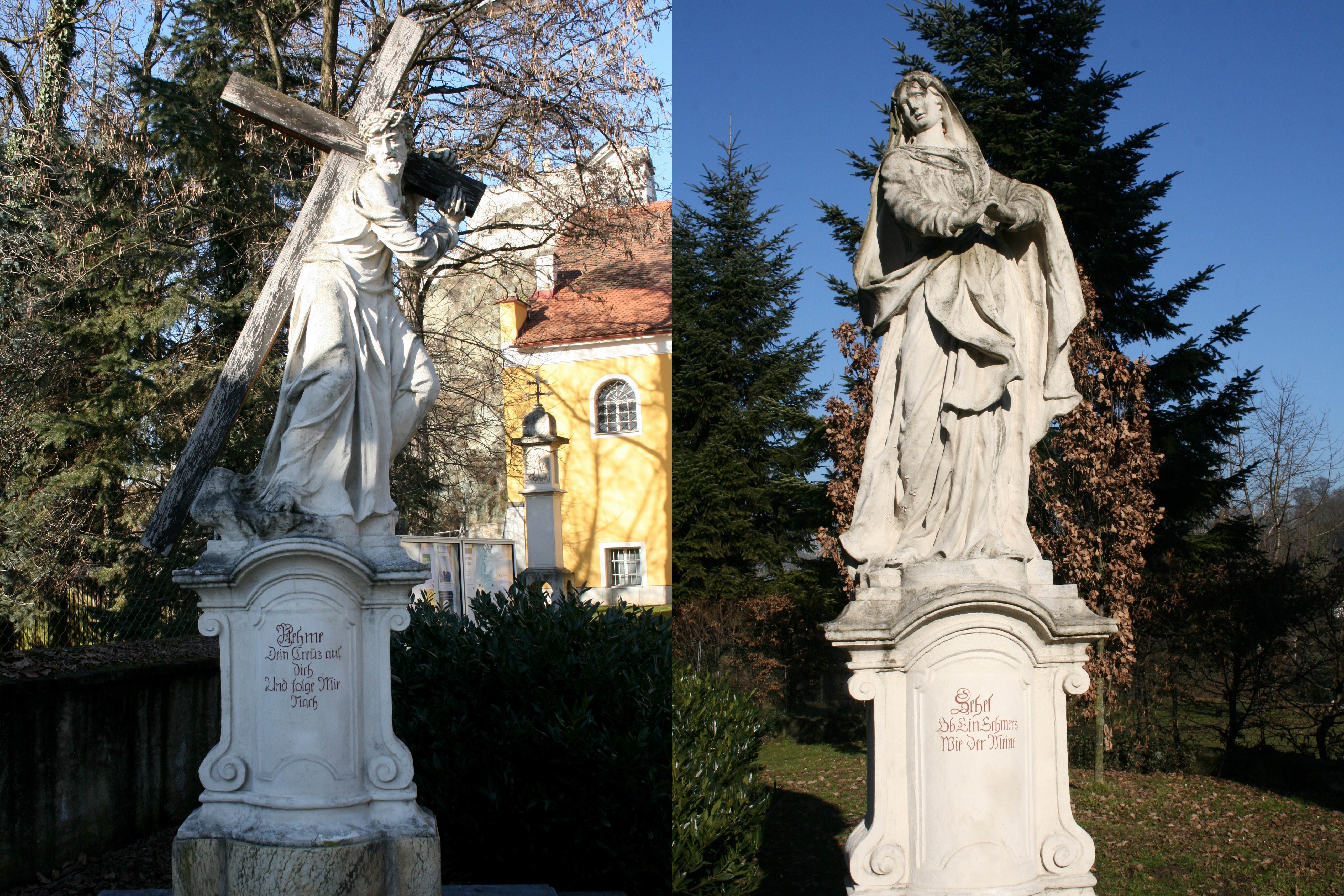
Statuen von Jesus Christus und der Gottesmutter Maria vor der Kalvarienbergkirche

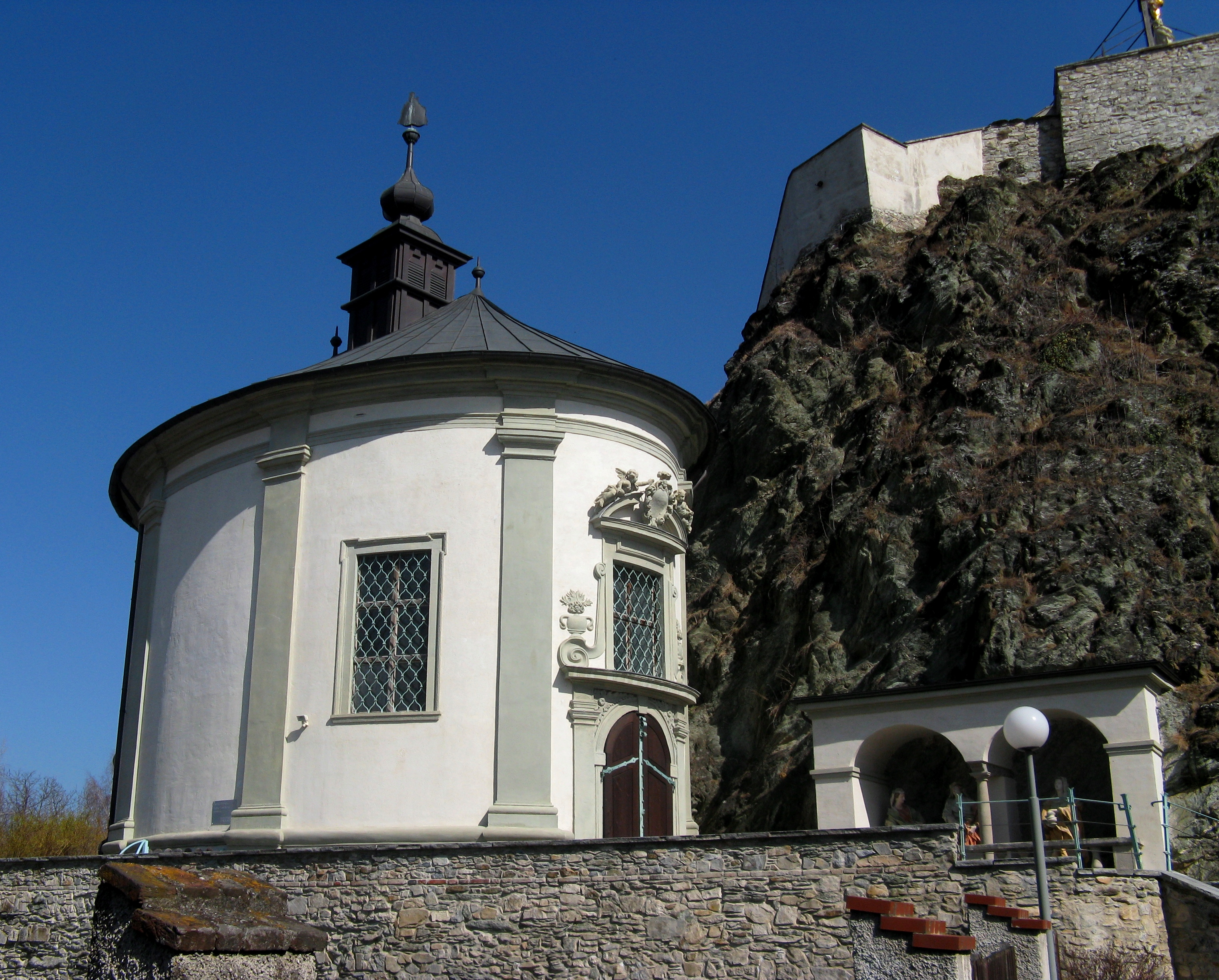
Mariatroster Kapelle vor dem Kalvarienberg am Austein

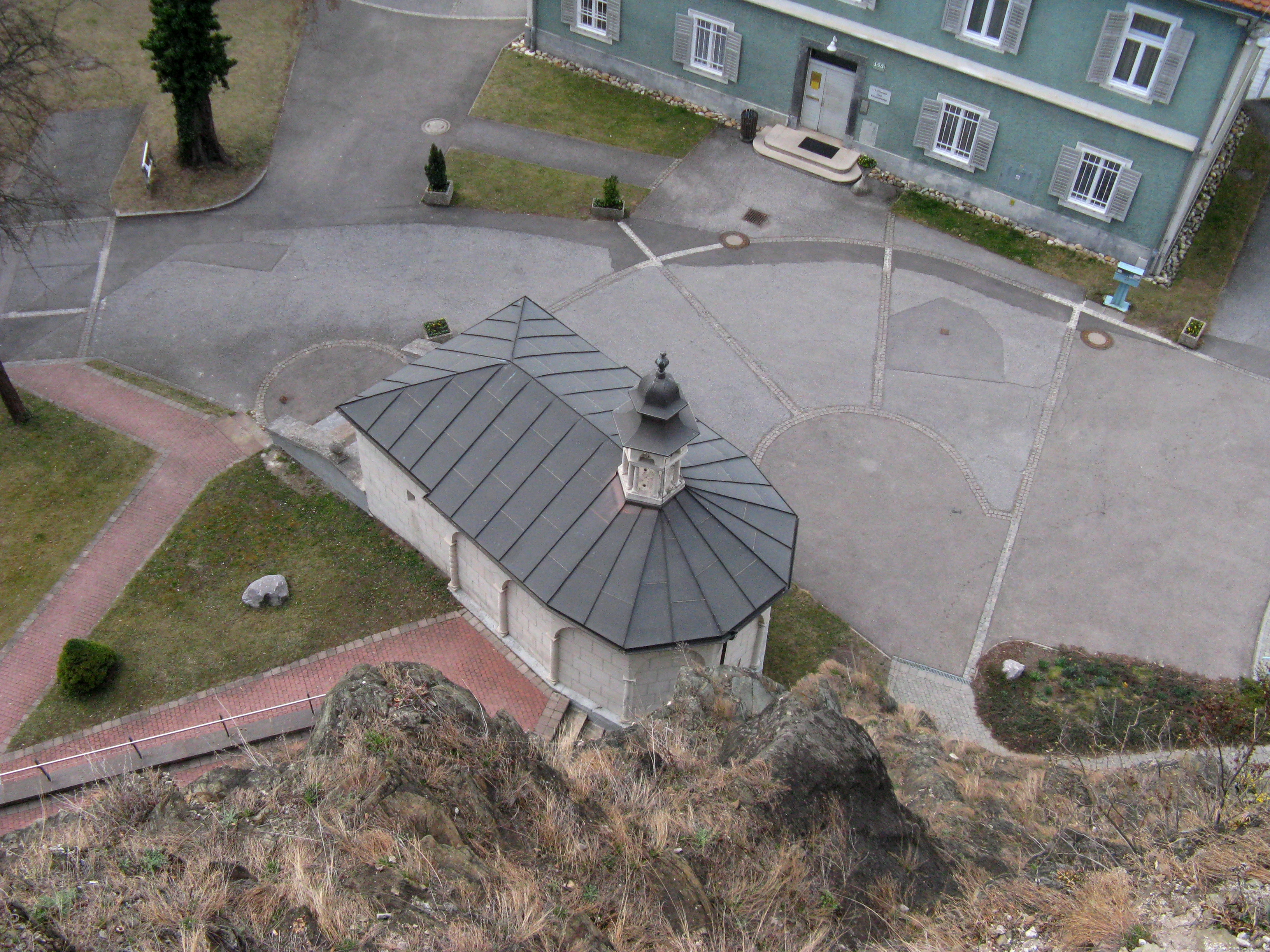
Kapelle zum Heiligen Grab, das erste Gebäude beim Kalvarienberg

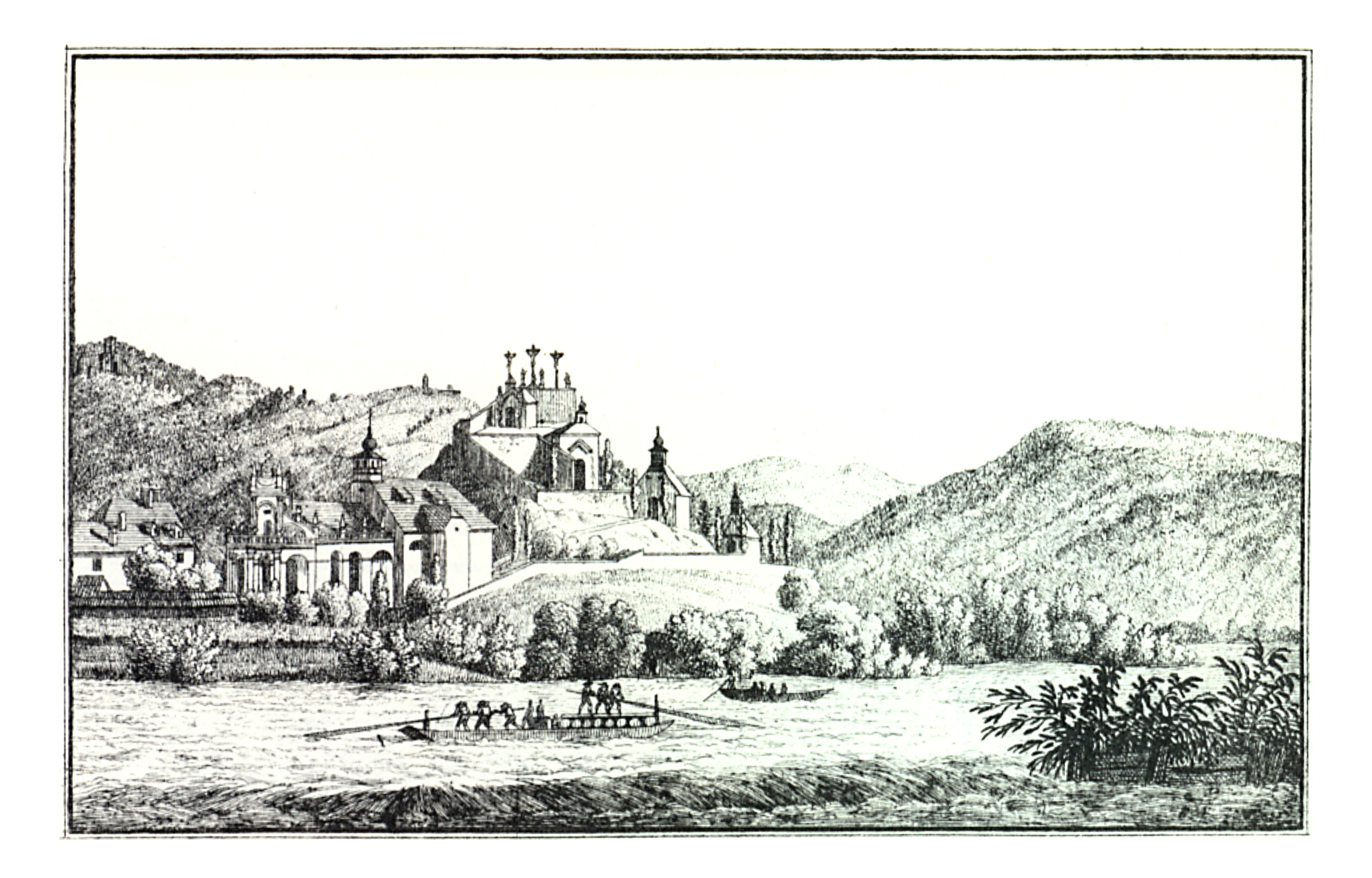
Der Kalvarienberg um 1830, Lith. Anstalt J.F. Kaiser, Graz

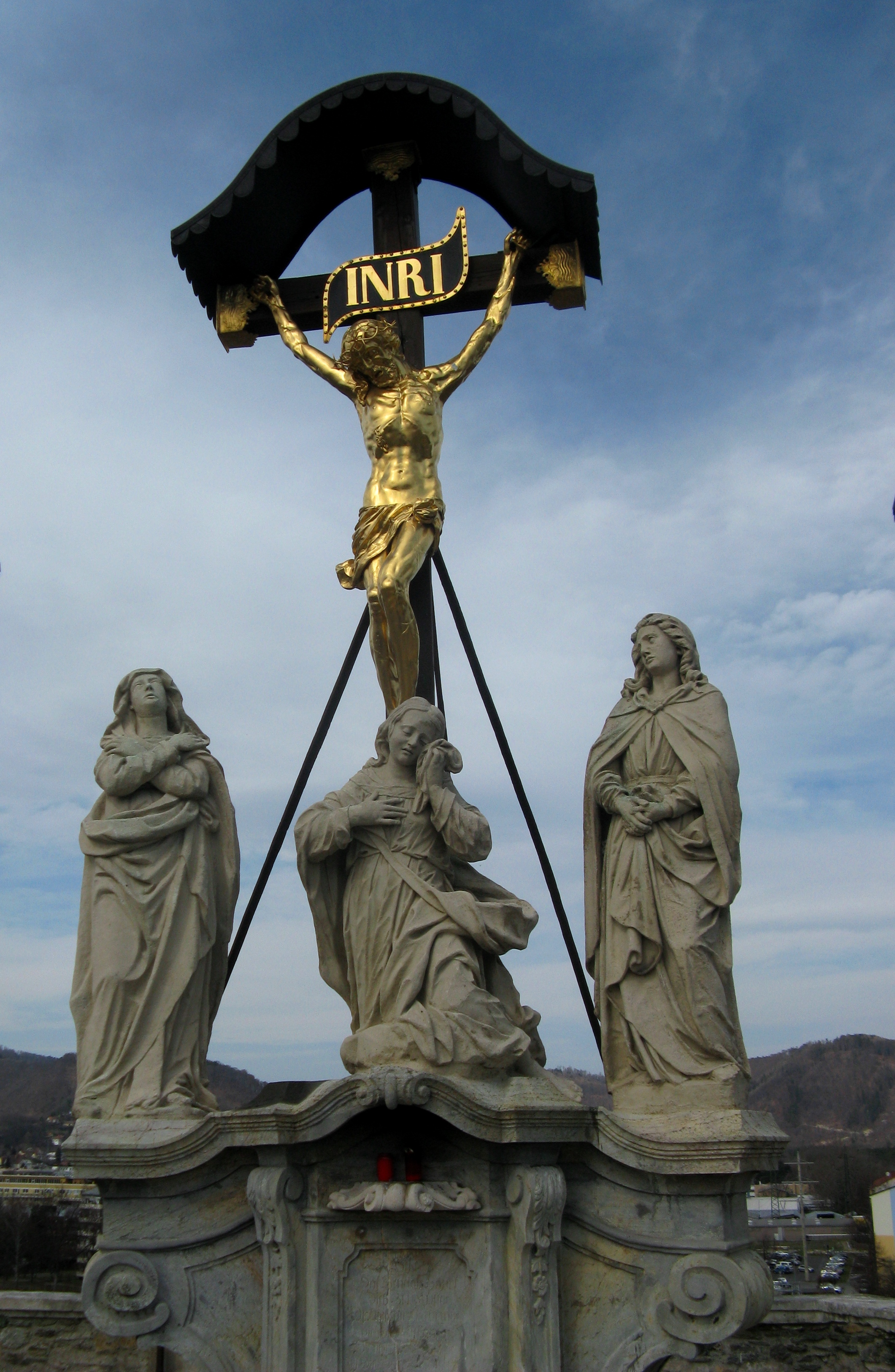
Kreuzigungsgruppe, Mittelteil

### Vorgeschichte und Gründung
Ein großer Teil der Bewohner der steirischen Landeshauptstadt Graz bekannte sich, wie auch in der übrigen Steiermark, bis um 1600 zum Protestantismus. Ab 1550 begann die Rekatholisierung durch die Gegenreformation. Das spiegelt sich in Graz an der Errichtung einer Via Dolorosa, der „schmerzensreichen Straße“ oder dem „Leidensweg“ (Kreuzweg), wider, einer Frühform des Kalvarienbergs. Von der katholischen Erzherzogin Maria von Bayern und ihrem Gemahl und Onkel, Erzherzog Karl II. von Innerösterreich, wird berichtet, dass sie sich oftmals zur Wallfahrt nach Straßgang zur Kirche Maria im Elend begaben. Der Kreuzweg mit den 14 Stationen ist heute nicht mehr erhalten. Diese Art der Frömmigkeitsübung war bis dahin in Österreich einzigartig.
Bernhard Walter, später Bernhard Walter von Waltersweil, der Oberstallmeister und Kämmerer von Erzherzog Maximilian Ernst, ließ 1606, noch zu Lebzeiten der frommen Erzherzogin, die ersten drei Kreuze am Austein errichten. Walter, der wegen seiner Verdienste in den Adelsstand erhoben wurde, stiftete die Kreuze mit Erlaubnis Ferdinand Maschwanders, des Eigentümers vom Austein. Maschwander entstammte einer bayerischen Adelsfamilie, sein Vater war Kammerdiener Kaiser Ferdinands I. Das Wappen der Familie ist am Eingang der Grabkapelle angebracht. Maschwander war 1598 als Freiherr in die Steiermark gekommen und heiratete 1609 Maximiliana von Herbersdorf. Er vermachte den Grazer Austein dem in der Stadt ansässigen Jesuitenorden, damit „das Andenken an Jesus Christus lebendig erhalten werde.“ Am 31. August 1619 übergab die Witwe Maschwanders den Felsen mit den drei Kreuzen dem Jesuitenorden. Bernhard Walter und Ferdinand Maschwander waren somit durch die Gründung des Grazer Kalvarienberges die Stifter der ältesten Kalvarienberganlage auf dem Gebiet des heutigen Österreich.

### Passionskult, Jesuitentheater und Verbotsgesetze
Aufgrund der Entfernung zwischen Altstadt und Austein, die ungefähr jener der Via Dolorosa in Jerusalem entsprach, und der Ähnlichkeit des Felsens mit Golgota, der „Schädelhöhe“ in Jerusalem, auf der Jesus gekreuzigt wurde, erfreute sich die Wallfahrt bei der Stadtbevölkerung großer Beliebtheit. Die von der Gesellschaft Jesu im Jahr 1620 in Graz gegründete Bürgerbruderschaft Mariä Reinigung übernahm die Betreuung des Kalvarienbergs. 1640 zählte sie bereits rund 500 Mitglieder. Bis zu den josephinischen Reformen unter Kaiser Joseph II. blieb sie mit der heiligen Anlage eng verbunden.
Der Grazer Stadtpfarrer und der Seckauer Fürstbischof hegten anfangs Bedenken gegen diese Form der Volksfrömmigkeit. Deshalb blieb es bis in die 1640er Jahre bei den drei einfachen Kreuzen. Erst 1653 wurde vom Seckauer Bischof die Erlaubnis zum Bau der ersten Kapelle erteilt, der Heilig-Grab-Kapelle. 1654 wurde sie errichtet. Bei der Grundsteinlegung sollen 6000 Wallfahrer anwesend gewesen sein, auch Gabriel Maschwander, der Sohn des Ferdinand Maschwander. Er stiftete 1000 Gulden für den Bau. Zum Dank wurde das Wappen der Familie Maschwander am Portal der Kapelle angebracht. Der Großteil der Anlage auf dem Austein: Kapellen, Grotten, Bildstöcke und Statuen, wurden von diesem Zeitpunkt an bis um 1660 fertiggestellt. Aus der ehemaligen Ölbergkapelle entstand durch Umbauten die heutige Kalvarienbergkirche. Bis auf diese Bautätigkeit und den Neubau der Dismaskapelle an der Stelle der vorherigen Rosaliakapelle kamen im 19. Jahrhundert nur noch die Johannes-Nepomuk-Kapelle und die Petrus-Grotte hinzu.
Die Zahl der Pilger vergrößerte sich jährlich. Der Ausbau wurde mit jenen Mitteln finanziert, die durch einen zwischen 1657 und 1664 von Papst Alexander VII. gewährten Generalablass eingenommen wurden. Die Erlaubnis, eine Heilige Messe bei der Ölbergkapelle, der späteren Kalvarienbergkirche zu lesen, wurde von Bischof Johann Markus von Seckau erteilt. Im Jahr 1667 wurden mehr als 900 Messen gefeiert. Kaiser Leopold I. besichtigte 1660 mit Erzherzog Leopold Wilhelm den Kalvarienberg bei einer Pilgerreise und spendete eine hohe Summe für die Erweiterung der Ölbergkapelle.
Ein einziges Mirakelbuch mit direktem Bezug zum Grazer Kalvarienberg ist erhalten geblieben. Es stammt aus dem Jahr 1673 und enthält 43 Berichte von Wundertaten aus der Zeit zwischen 1655 und 1673. Die Heilungen waren zumeist mit einer „Verlobung an den berg Calvari“, also einem Gelöbnis auf den Kalvarienberg, verbunden. Mit dem Gelöbnis gingen oft Dankwallfahrten und Spenden einher. Votivgaben oder -bilder haben die Zeit nicht überdauert. Die Wunder, die im Mirakelbuch geschildert werden, betrafen aus einem großen Einzugsgebiet beinahe jede soziale Schicht und Profession: Adelige, Bürger, Beamte, Handwerker, Gastwirte bis hin zu Arbeitern hofften auf Heilung oder die Erfüllung ihres Gelübdes. Mirakelbücher waren in dieser Zeit nicht selten: in den Pfarren Nestelbach bei Graz und Graz-Straßgang haben sich derartige Schriftstücke, Zeugnisse einer Zeit großer Volksfrömmigkeit, erhalten.
Die Errichtung des Kalvarienberges am Austein löste bis zum Ende des 18. Jahrhunderts eine Welle von Neugründungen ähnlicher aber kleinerer Anlagen in der Habsburger Monarchie aus. Bei Geißelungs- und Kreuztrageprozessionen kam es vermehrt zu Zwischenfällen. Maria Theresia erließ daher 1751 Verbotsgesetze wegen der öffentlichen Zurschaustellungen expliziten religiösen Eifers. Ihr Sohn Kaiser Joseph II. verbot das Mittragen von Figuren und Statuen bei Prozessionen und beendete damit die Tradition des barocken Passionskults.

### Pfarrgründung, Verfall und Auferstehung

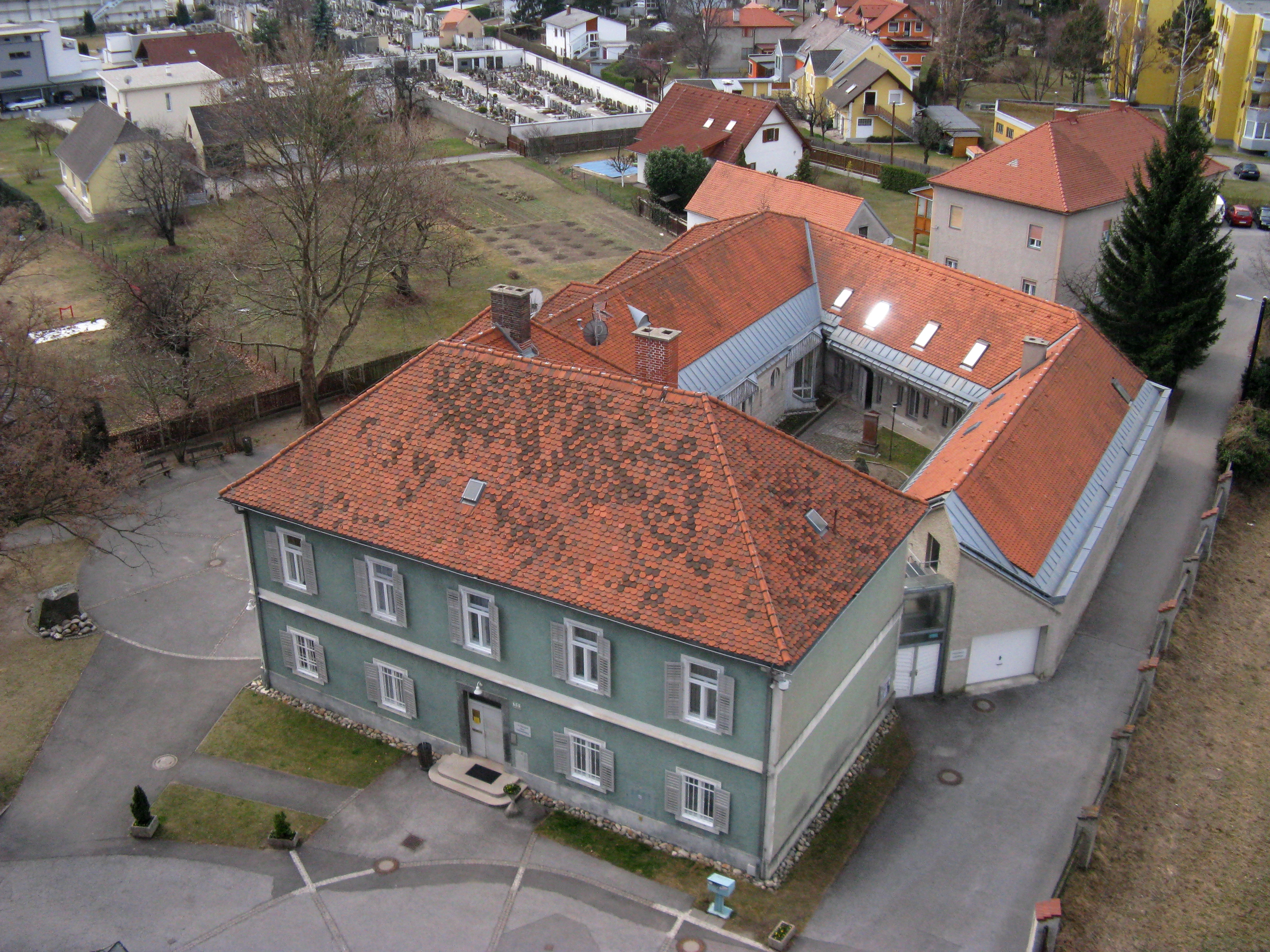
Pfarrhof beim Grazer Kalvarienberg

In den folgenden Jahrzehnten setzte sich der Niedergang des Kalvarienbergs fort. Die Anlage begann zu verfallen. Das Areal rund um den Austein gehörte zu diesem Zeitpunkt (seit 1586) zur Pfarre St. Andrä. Die Idee kam auf, eine eigene Pfarrei zu errichten. Das wurde mit dem Bau einer eigenen Seelsorgestelle mit einem Benefiziaten im Jahr 1698 vom Bischof genehmigt. Der erste Seelsorger war Matthias Bernhard Praunstein. Er nahm seine Tätigkeit im selben Jahr auf. Durch die rege Bautätigkeit im 18. Jahrhundert rund um den Kalvarienberg wurde wieder der Ruf nach einer eigenen Pfarre laut. Am 16. Februar 1786 schließlich wurde die Seelsorgestelle kirchenrechtlich in den Rang einer Lokalkuratie erhoben. Es wurde auch eine eigene Pfarrschule eingerichtet. Der erste Lokalkurat war Pater Lorenz Preissler, der bis dahin als Benefiziat gewirkt hatte. Erst durch die rasche Bevölkerungszunahme während der Industriellen Revolution wurde die Lokalkuratie Kalvarienberg im Jahr 1831 in den Rang einer Pfarre erhoben. 1946 löste sich die neue Pfarre Graz-Gösting mit der Kirche St. Anna von der Kalvarienbergpfarre ab.
Im 20. Jahrhundert verfiel die Anlage zusehends. Einerseits war es die Witterung, die den Kapellen, Treppen und Figuren zusetzte, andererseits die wiederholt beobachteten und dokumentierten Vandalenakte. In den 1950er Jahren wurde die Innen- und Außenrestaurierung der Mariatroster Kapelle und die Außenrenovierung der Kalvarienbergkirche begonnen. Auch kleine Instandsetzungsmaßnahmen wurden vorgenommen; sie konnten den weiteren Verfall aber nicht verhindern. Im Jahr 1999 beschloss man schließlich die umfassende Restaurierung der Kalvarienberganlage, die 2003 abgeschlossen werden konnte. Das Areal mit seinen Bauten und Kunstwerken erstrahlt wieder im alten Glanz.

### Luftschutzstollen
Im Zweiten Weltkrieg wurde Graz 1944 für Bombenabwürfe durch Flugzeuge von Italien her erreichbar. Einer der deshalb gebauten Bunker ist der 314 m lange Kalvarienbergstollen für etwa 3000 Personen. Schon seit 2006 enthält er eine Ausstellung zu seiner Geschichte. Friedrich Hager, Wirtschaftsrat der Pfarre Kalvarienberg, initiierte den im Sommer 2020 erfolgenden Ausbau in Absprache mit dem Bundesdenkmalamt. Mit 30.000 Euro Budget der Pfarre wird der ostseitige Eingang wieder geöffnet, um Durchlüftung und einen Notausgang zu ermöglichen. Führungen durch das Zeitdokument mit noch original erhaltenen Teilen auf Anfrage./Die Woche, meinbezirk.at.at. Stefan Haller: Frische Luft für den Stollen. 20. Mai 2020, S. 10 f./

## Kalvarienbergkirche

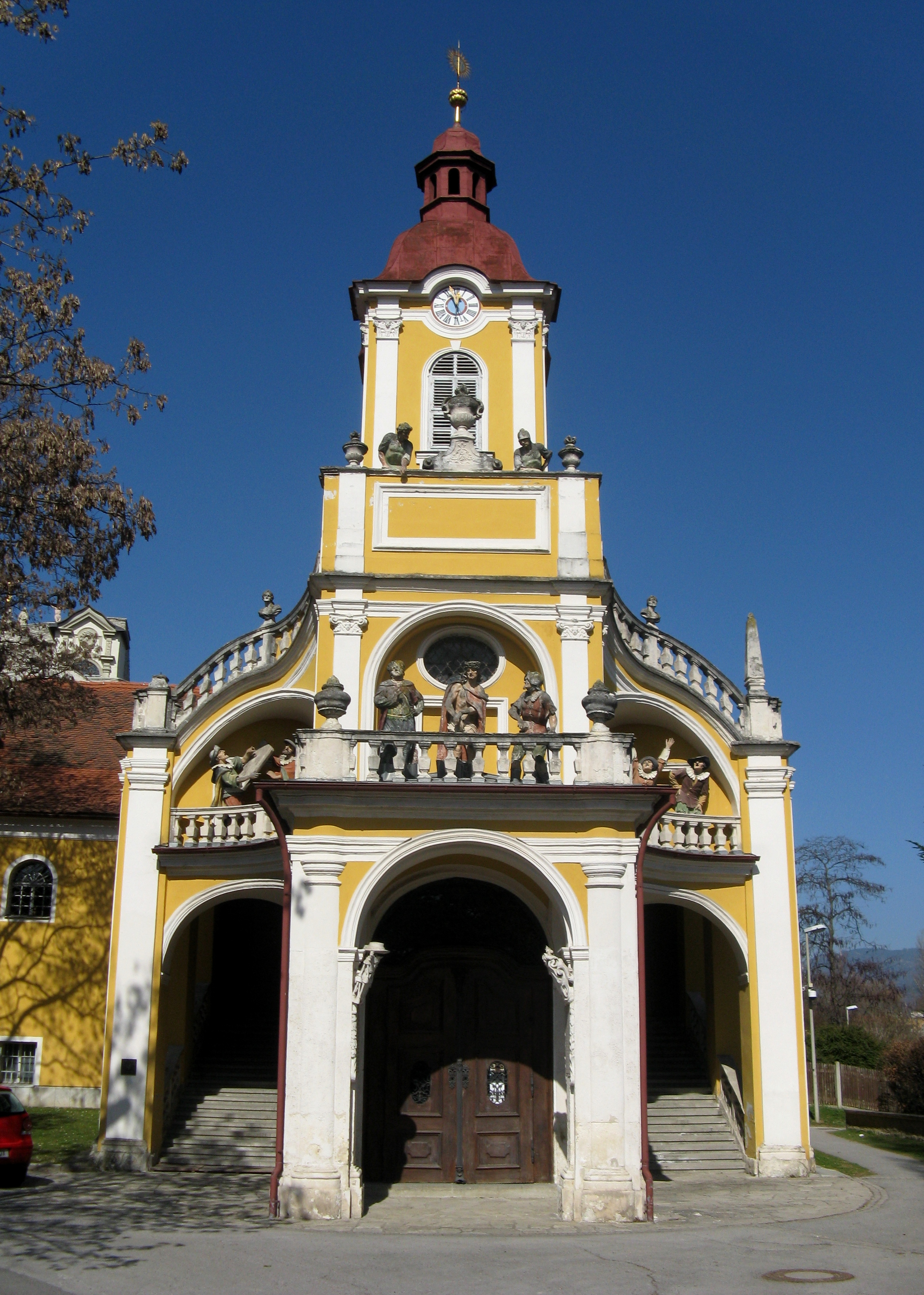
Kalvarienbergkirche, Hauptansicht, Südfassade

### Geschichte
Die Kalvarienbergkirche, Pfarrkirche der Pfarre Graz-Kalvarienberg und dem Heiligen Kreuz (präzise: Hl. Kreuzauffindung) geweiht, entwickelte sich in ihrer heutigen Form aus der Ölbergkapelle, die im Jahr 1668 auf eine Initiative des Grafen Johann Georg von Herberstein zur Kirche erweitert wurde. Vor der Errichtung des Kalvarienberges befand sich an dieser Stelle ein Herrschaftsgut namens Leuzenhof. Das Besondere des barocken Kirchenbaus ist der Vorbau als Heilige Stiege und Fassadenbühne. Der Name des Baumeisters vom Vorbau mit der Heiligen Stiege und der Ecce-Homo-Bühne für entsprechende Aufführungen, geweiht am 14. September 1723, ist nicht überliefert. Die Pläne stammten vermutlich von Johann Georg Stengg. Der Kirchturm besitzt ein Glockendach mit einer Laterne. Vor der Kirche stehen zwei Sandsteinfiguren: links der kreuztragende Heiland und rechts die Schmerzensmutter.

### Heilige Stiege
Als Vorbild der Heiligen Stiege der Grazer Kalvarienbergkirche diente die Heilige Treppe, die Scala Santa im Lateranpalast in Rom. Die Heilige Stiege wurde im Zusammenhang mit der Kalvarienberganlage als Nachbildung des Leidenswegs Christi geschaffen. Das Original führte einst mit 28 Stufen zum Palast des Pontius Pilatus. Die Form der Anlage in Jerusalem wurde von der heiligen Helena, der Mutter Kaiser Konstantins, nach Rom gebracht.
Die Heilige Stiege in Graz ist an die Südseite des Langhauses der Kirche angefügt und wird an beiden Seiten von Treppenläufen flankiert, die in die Kirche führen. Sie können auch als Abgang von der Heiligen Stiege benützt werden, da sie mit der Haupttreppe verbunden sind. Ursprünglich mussten Kirchgänger die Treppe, über der ein Tonnengewölbe errichtet wurde, kniend erklimmen. Am unteren Treppenansatz befindet sich ein Portal mit schmiedeeisernem Oberlichtgitter mit dem Weltenrichter, Wappenadler und eisernen Blüten. Am oberen Treppenabschluss, unmittelbar vor dem Kirchenraum, befindet sich in einer Nische eine Darstellung des gegeißelten Christus mit dem Wort des Propheten Jesaja, „Um unserer Sünden willen ist er zerschlagen worden“.

### Ecce-Homo-Bühne

#### Geschichte und Tradition
Über dem Eingang zur Heiligen Stiege befindet sich die Bühne mit lebensgroßen Figuren, aus drei Ebenen bestehend. Die Figuren stellen jene Szene des Johannesevangeliums nach, in der Pilatus den gefangenen und misshandelten Jesus von Nazareth im purpurnen Mantel dem jüdischen Volk vorführt. Der Ausruf des Pilatus Ecce Homo! stammt aus der Vulgata und bedeutet: „Seht, welch ein Mensch!“
Die Bühne selbst wurde, und das gilt als gesichert, auf Betreiben der einstigen Kalvarienbergeigentümer, der Jesuiten, errichtet. Als Vorbild der Grazer Version diente die Bühne der Wiener Kirche „Zu den neun Engelschören“ am Wiener Hof. Der Jesuitenorden setzte seit jeher die Theatralik als wirksames Mittel ein, um den Glauben zu verbreiten. Grazer Aufführungen fanden im heutigen Priesterseminar und in der Alten Universität in der Bürgergasse statt. Das Ordenstheater, auch Jesuitentheater genannt, wurde im Jahr 1773, wie die Grazer Niederlassung des Jesuitenordens selbst, aufgelöst. Dieses sogenannte theatrum sacrum, das „Heilige Theater“, erlebte im Barock seine Blütezeit. In diesem Zusammenhang ist auch die bühnenähnliche Fassadengestaltung der Kalvarienbergkirche zu verstehen, auf der die Leiden Christi in ihrer ganzen Dramatik und Bewegtheit zu betrachten sind.

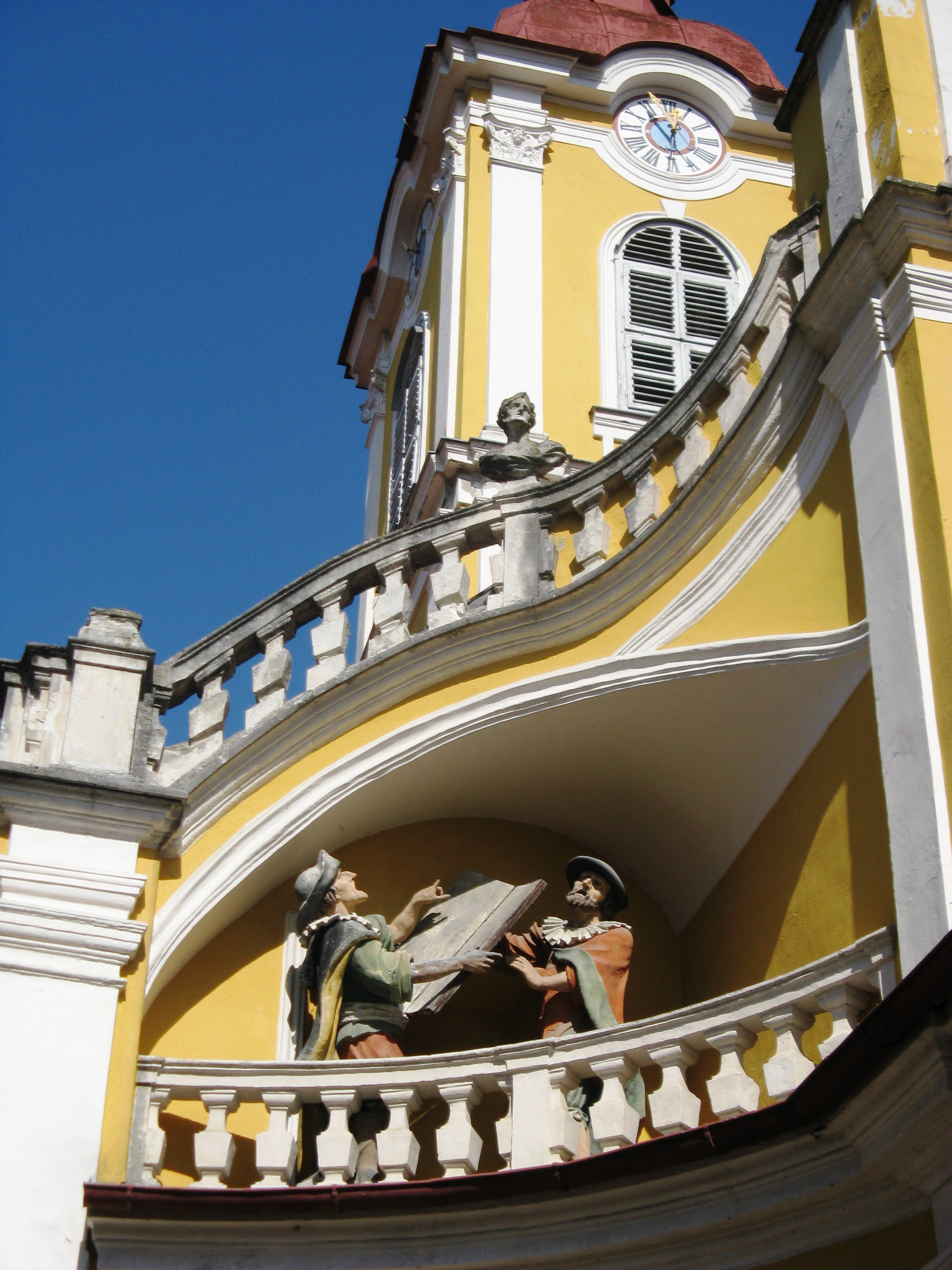
Ecce-Homo-Bühne, linker Abschnitt
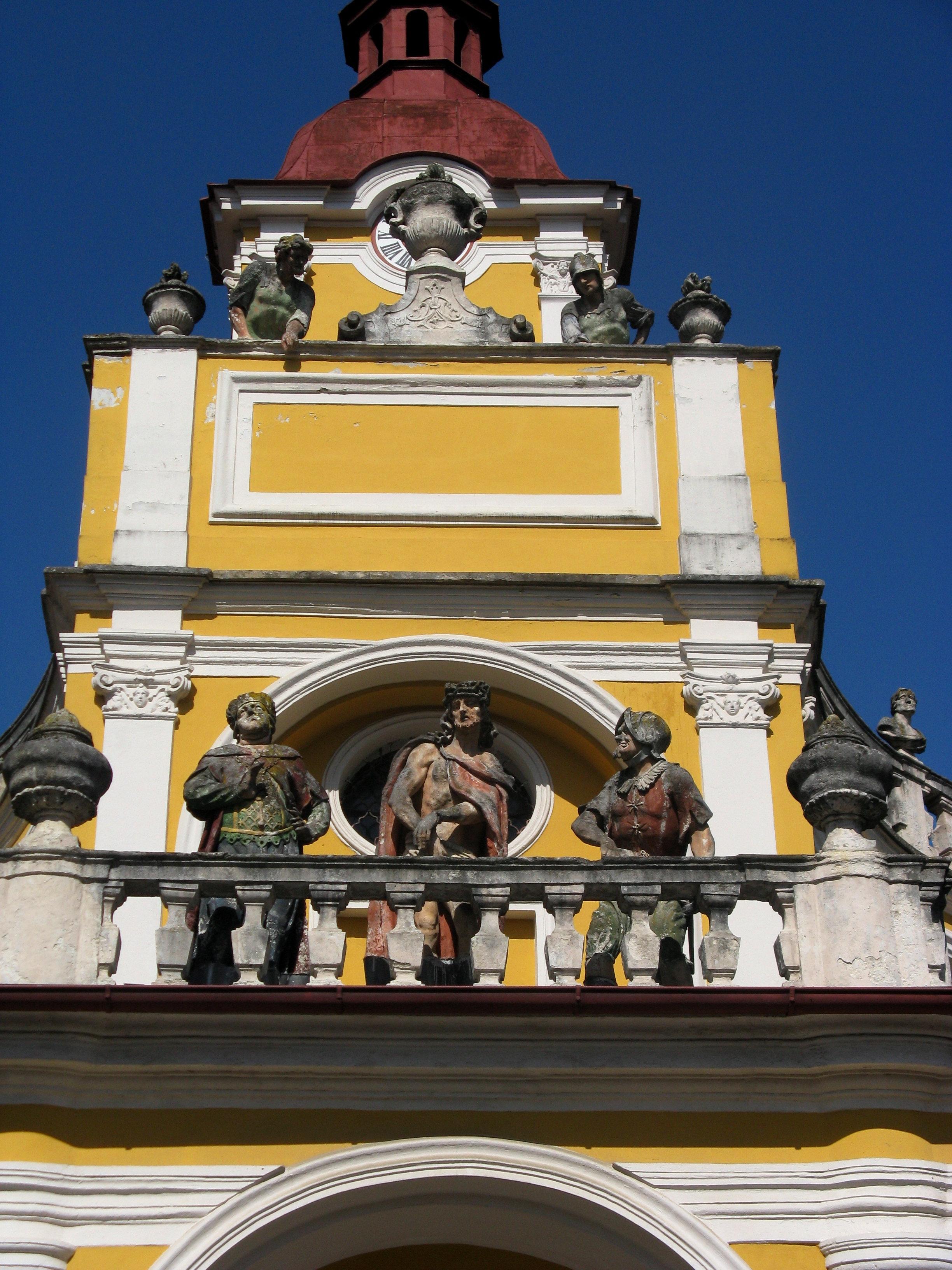
Ecce-Homo-Bühne, Mittelabschnitt
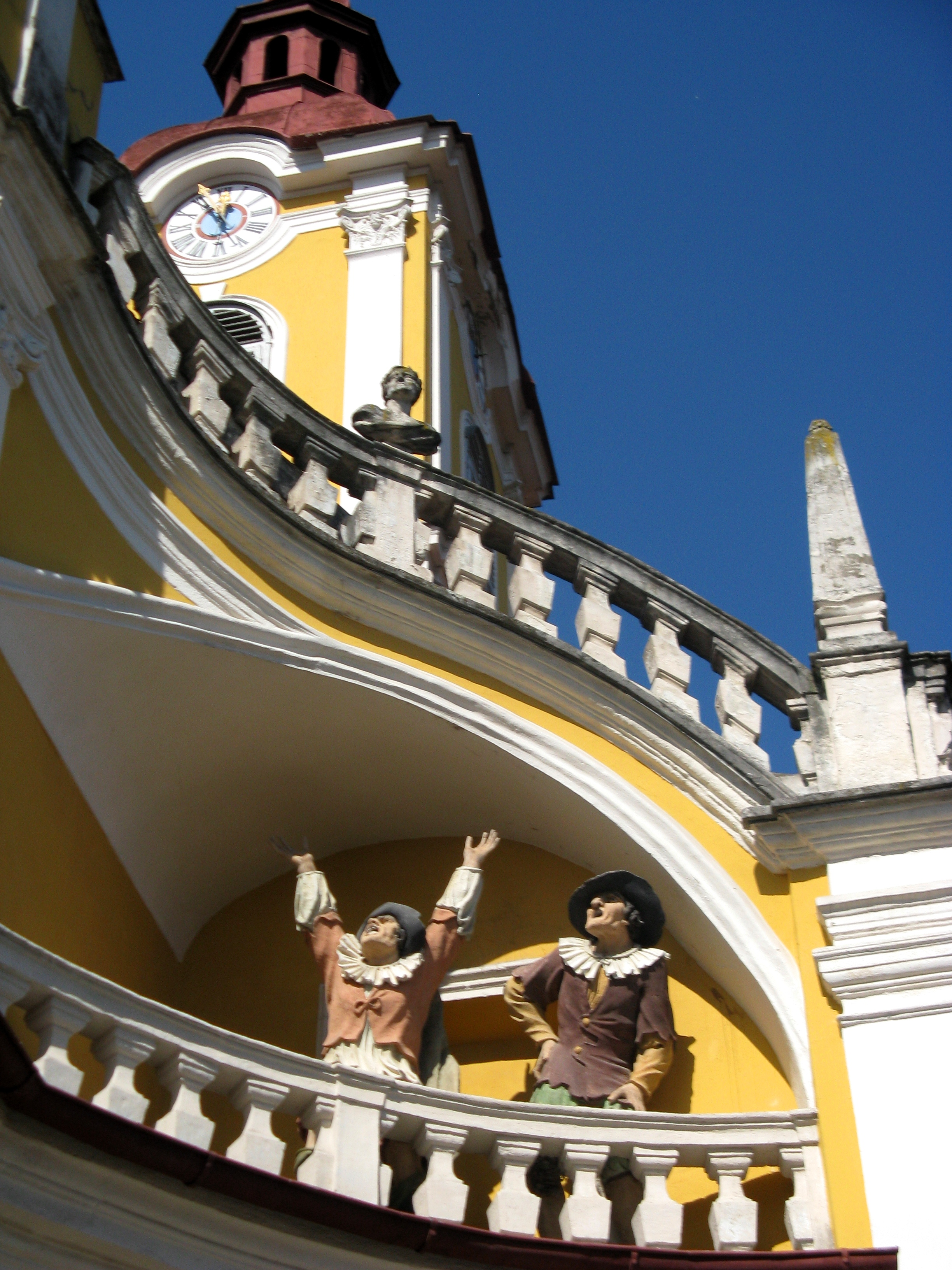
Ecce-Homo-Bühne, rechter Abschnitt

#### Figuren der Ecce-Homo-Bühne
Den Mittelpunkt der Figuren an der Fassade bildet eine Sandsteinstatue mit der Darstellung des Christus an der Geißelsäule, die im Jahr 1722 vom Künstler Johann Jacob Schoy geschaffen und signiert wurde. Neben der Christusdarstellung auf der mittleren Ebene der Bühne stehen unsignierte Figuren von Anklägern. Des Weiteren sind zwei Pharisäer mit einem großen Buch in den Händen zu sehen. Sie werden auf den zwei Balkonen, die die rechte und die linke Ebene der Ecce-Homo-Bühne bilden, von Vertretern des gemeinen Volkes flankiert. Die Statuen sind aus Stein und farbig gefasst; nur die Hände der Pharisäer und das Buch wurden aus Holz geschnitzt und nachträglich hinzugefügt. Sämtliche Darstellungen werden ebenfalls dem Bildhauer Schoy oder dessen Werkstatt zugeschrieben.

### Kircheninnenraum

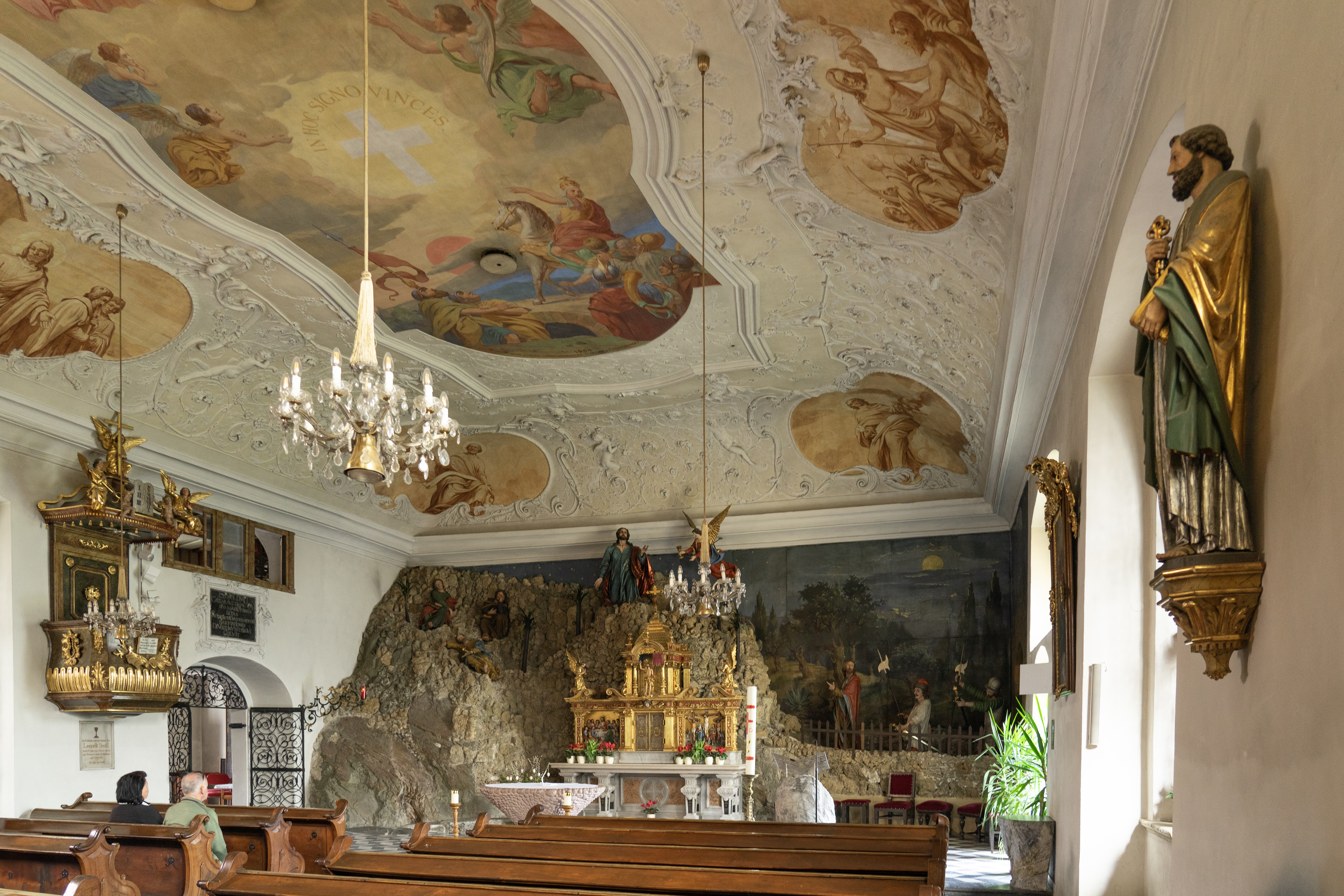
Das Kircheninnere

Das Innere der Kalvarienbergkirche ist ein einschiffiger, dreijochiger Saalraum mit einem Spiegelgewölbe. Die Orgelempore ist ein Joch lang. Die Chorempore befindet sich über dem linken Seiteneingang. Der Bandelwerk- und Laubwerkstuck der Decke mit Engelsdarstellungen stammt von Domenico Bosco aus dem Jahr 1704. In den Kartuschen sind Kaiser Konstantin an der Milvischen Brücke, die vier Evangelisten und andere Szenen aus der christlichen Ikonographie in Freskotechnik abgebildet. Die Stuckierung der Seitenkapellen stammt aus dem Jahr 1668, der Bauzeit der Kirche; ebenso der schmiedeeiserne Gitterflügel und der Taufstein aus Marmor.
Aus der Chorwand ragt ein Fels in den Kircheninnenraum. Darauf befindet sich eine plastische Darstellung der Ölbergszene mit Jesus im Mittelpunkt. Links davon befindet sich eine Figurengruppe mit den schlafenden Aposteln. Auf der rechten Seite wird Jesu Gefangennahme dargestellt. Sämtliche Statuen zählen zur ursprünglichen Kirchenausstattung. Nur die Hintergrundmalerei wurde im Jahr 1934 nach Entwürfen von Ludwig von Kurz-Thurn und Goldenstein und Franz Mikschowsky hinzugefügt.
Das spätbarocke Gestühl stammt aus dem 18. Jahrhundert, wie auch der Kreuzaltar. Die Kanzel wurde im Jahr 1803 nach der Art Jakob Peyers angefertigt. Am Schalldeckel sind Putti, die Gesetzestafeln in ihren Händen haltend, und die drei christlichen Tugenden: Glaube, Hoffnung und Liebe dargestellt. Der überwiegende Teil der Inneneinrichtung stammt aus dem 19. Jahrhundert und ist historistisch. Der Hochaltar der Kalvarienbergkirche wurde von den Bildhauern Peter Neuböck und Jakob Gschiel nach Entwürfen von August Ortwein geschaffen.

## Kalvarienberganlage

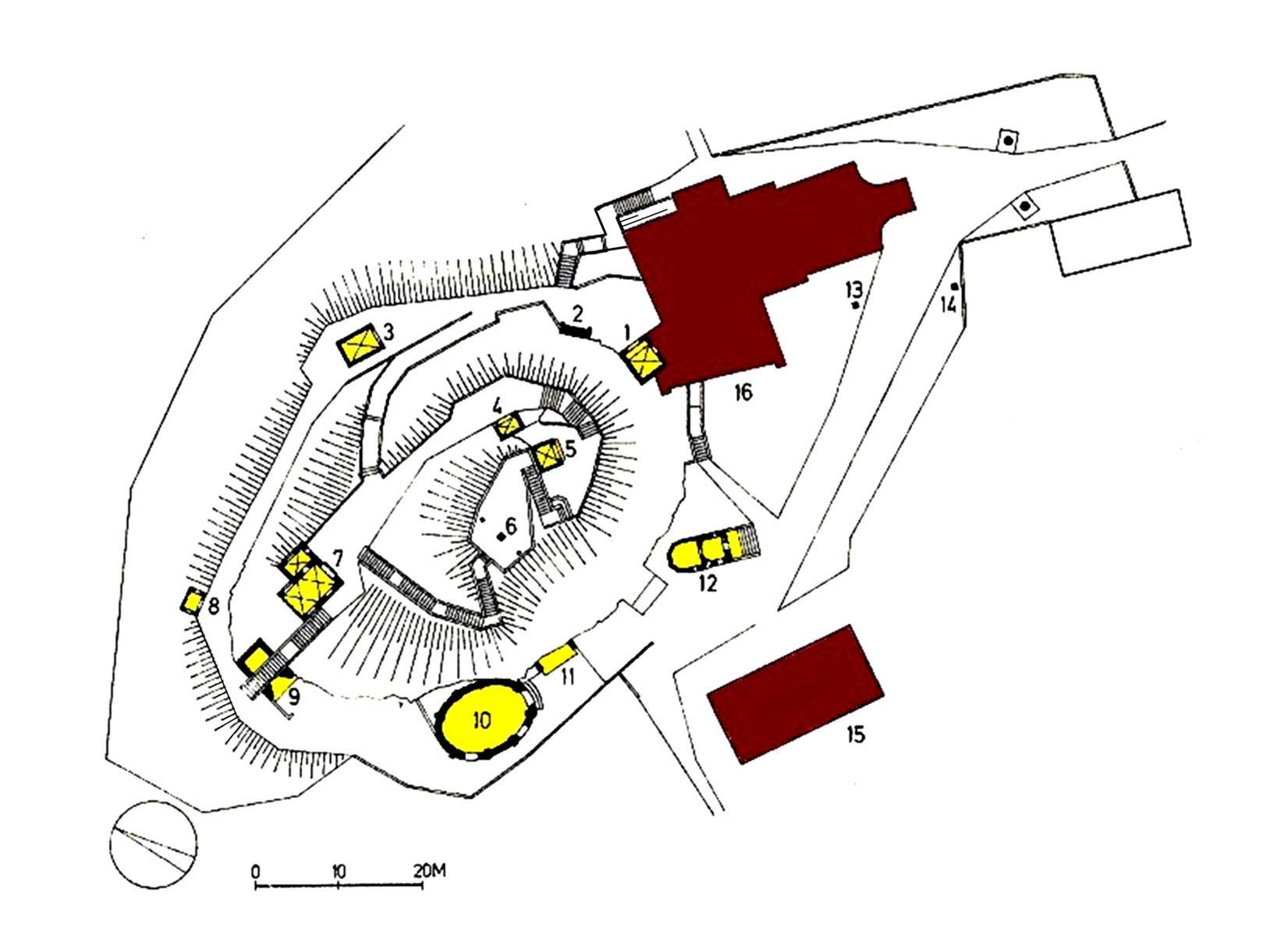
Die Nummern auf der Lageplan-Skizze stimmen mit den Nummern, die den Einzelkapellen und den Bildstöcken der Kalvarienberganlage angefügt sind, überein. Sie sind aus den jeweiligen Tabellen ablesbar. Ausgenommen sind die Kreuzigungsgruppe (6), die Gruppe der drei Marien (11), der Pfarrhof (15) und die Kalvarienbergkirche (16).

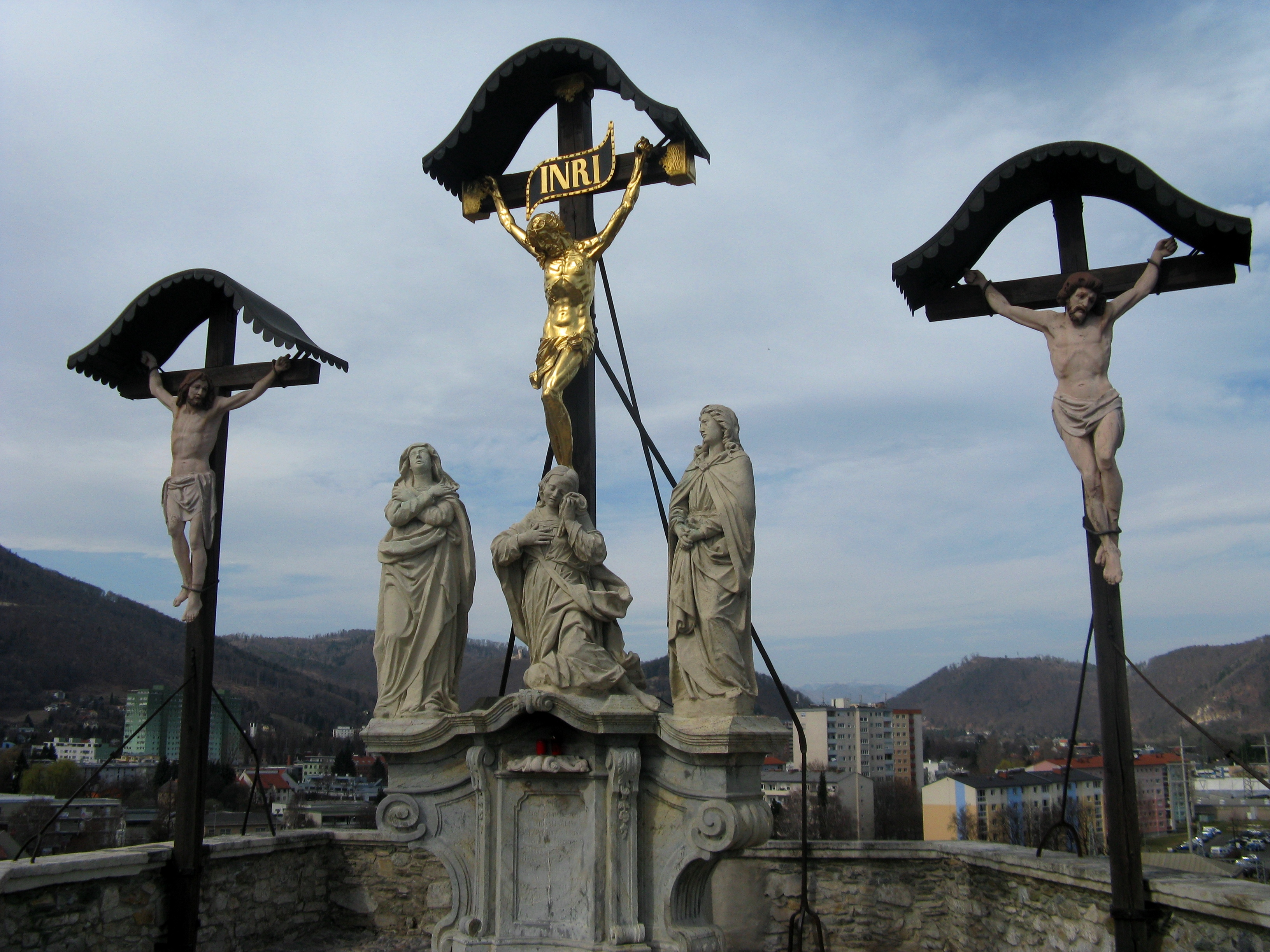
Kreuzigungsgruppe

Auf der Kalvarienberganlage befinden sich neben der Kreuzigungsgruppe zahlreiche Kapellen, die von den Jesuiten, von reichen Bürgern und von Kaiser Leopold I. gestiftet wurden. Der Kaiser stattete dem Grazer Kalvarienberg am 4. Oktober 1680 einen Besuch ab.
Sämtliche Kapellen sind begehbar und besitzen ein Rundbogensteinportal mit schmiedeeisernen Gittertoren aus dem Barock. Die meisten wurden im Jahr 1600 erbaut, einige im 19. Jahrhundert. In den Dreiecksgiebeln der Kapellen sind Reliefs mit Darstellungen der Leidenswerkzeuge (Arma Christi = lateinisch „Waffen Christi gegen die Sünde“) der Passion Christi. Die zum Großteil barocken Figuren wurden im Lauf der Zeit mehrmals überarbeitet. Zwischen 1873 und 1895 war der Bildhauer Jakob Gschiel am Grazer Kalvarienberg tätig.

### Kreuzigungsgruppe
Die Kreuzigungsgruppe ⊙ am höchsten Punkt des Kalvarienberges war vom Beginn der Entwicklung des Austein an bis zum heutigen Grazer Kalvarienberg an dieser Stelle. Die Gruppe besteht aus drei Kreuzen. In der Mitte ist jenes von Jesus mit den beiden Verbrechern an seiner Seite, die mit ihm gemeinsam auf Golgota gekreuzigt wurden. Durch die exponierte Lage sind die Kreuze mit den Figuren stark der Witterung ausgesetzt. Deswegen mussten sie im Lauf der Zeit immer wieder erneuert werden. Das heute bestehende Kreuz besitzt einen vergoldeten Korpus, eine Kupfertreibarbeit. Nach einem Blitzschlag 1775 wurde er von Karl Elssner geschaffen. Das Kreuz war ursprünglich für die obere Murbrücke (heute Keplerbrücke) bestimmt. Auf der Rückseite des Sockels steht geschrieben: Fulmen deiecit, Congregatio reparavit, was übersetzt heißt: „der Blitz stieß es nieder, die Kongregation richtete es wieder auf“.
Unter dem Kreuz stehen drei Sandsteinstatuen aus der Werkstatt von Jakob Schoy, an der rechten Seite die Gottesmutter Maria, auf der linken Seite Jesu Lieblingsjünger Johannes und zu seinen Füßen Maria Magdalena. Die aus der Barockzeit stammenden Figuren wurden mehrmals überarbeitet. Die Holzplastiken der beiden mit Jesus gekreuzigten Verbrecher stammen aus der Werkstatt des Bildhauers Jakob Gschiel. Sie wurden im Jahr 1880 geschaffen. Trotz aller Veränderungen entspricht die Gesamtkomposition noch jener der ursprünglichen aus der Entstehungszeit. Die Reihenfolge der Abbildungen in der Galerie entspricht der Reihenfolge der Statuen und Figuren der Kreuzigungsgruppe (von links nach rechts):

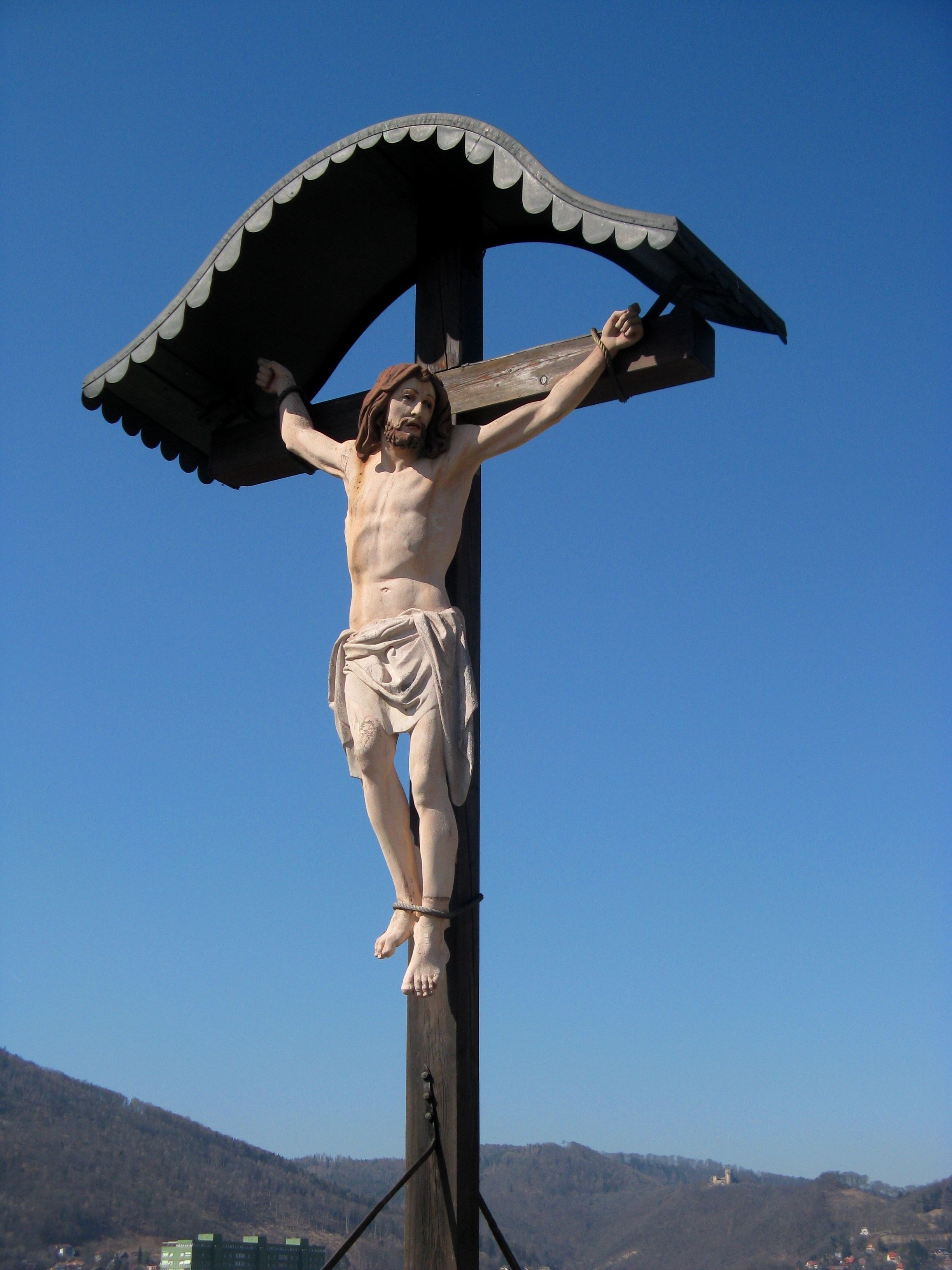
Dismas, der gute Schächer
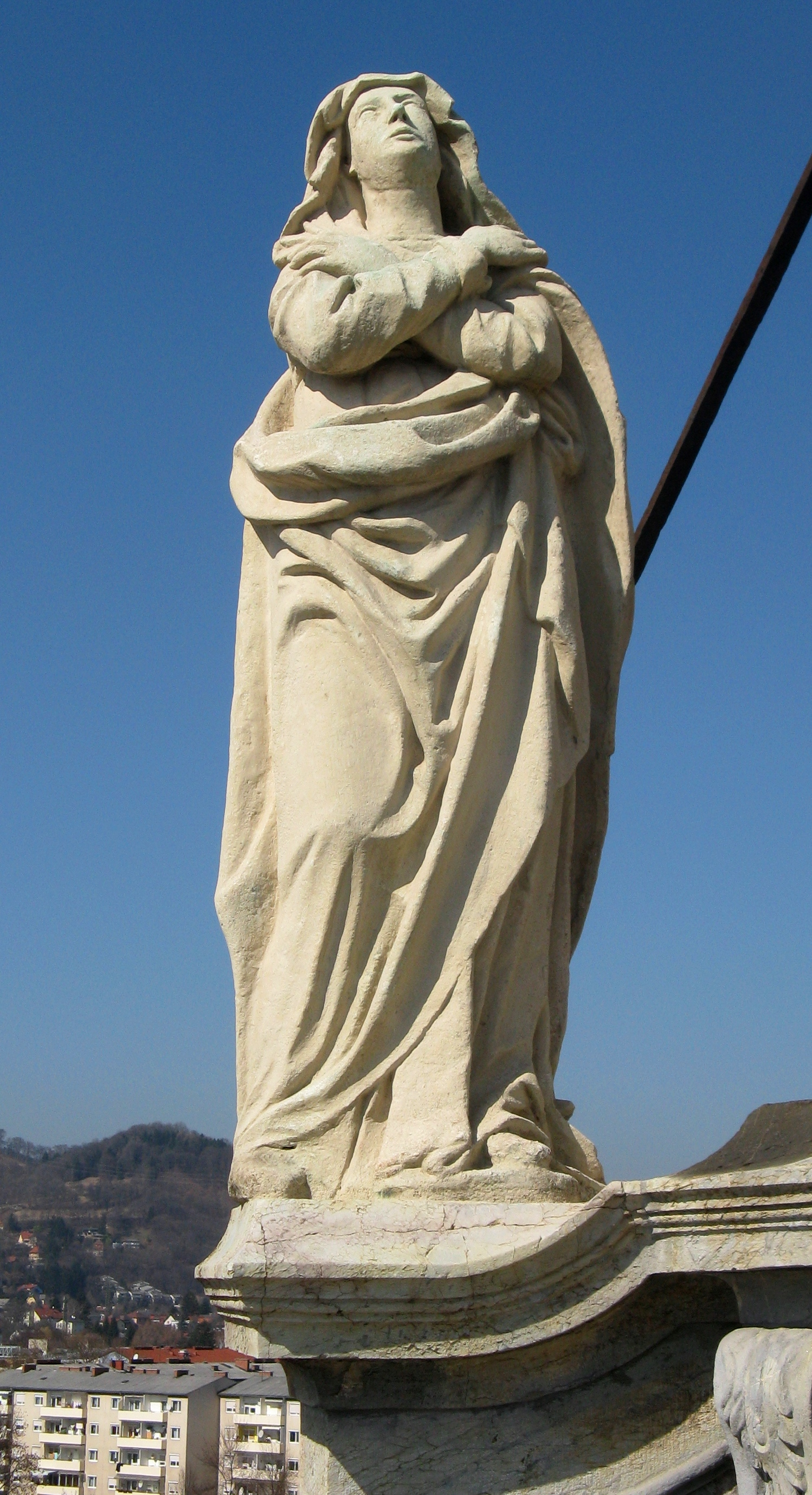
Apostel Johannes
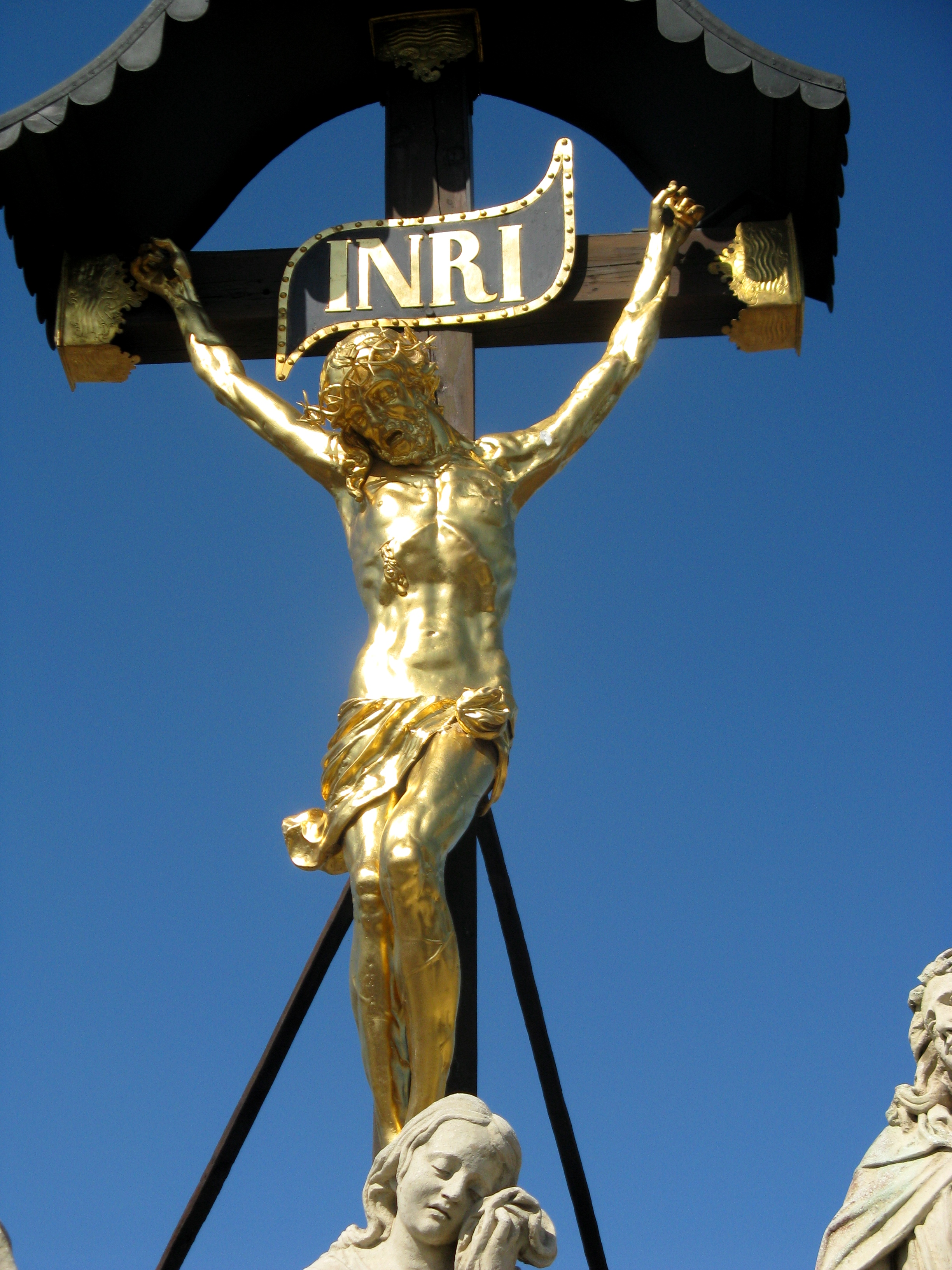
Jesus Christus am Kreuz
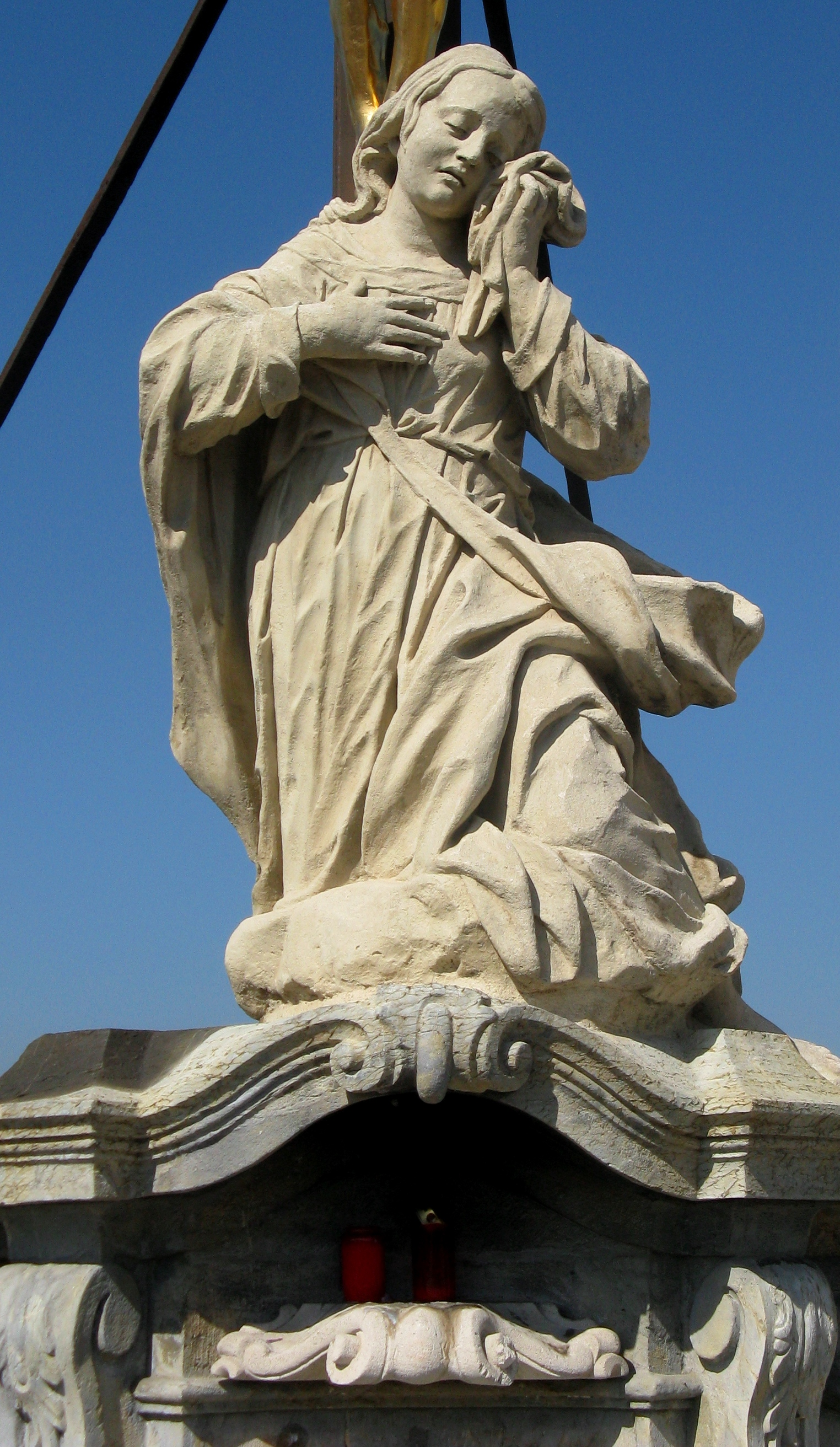
Maria Magdalena
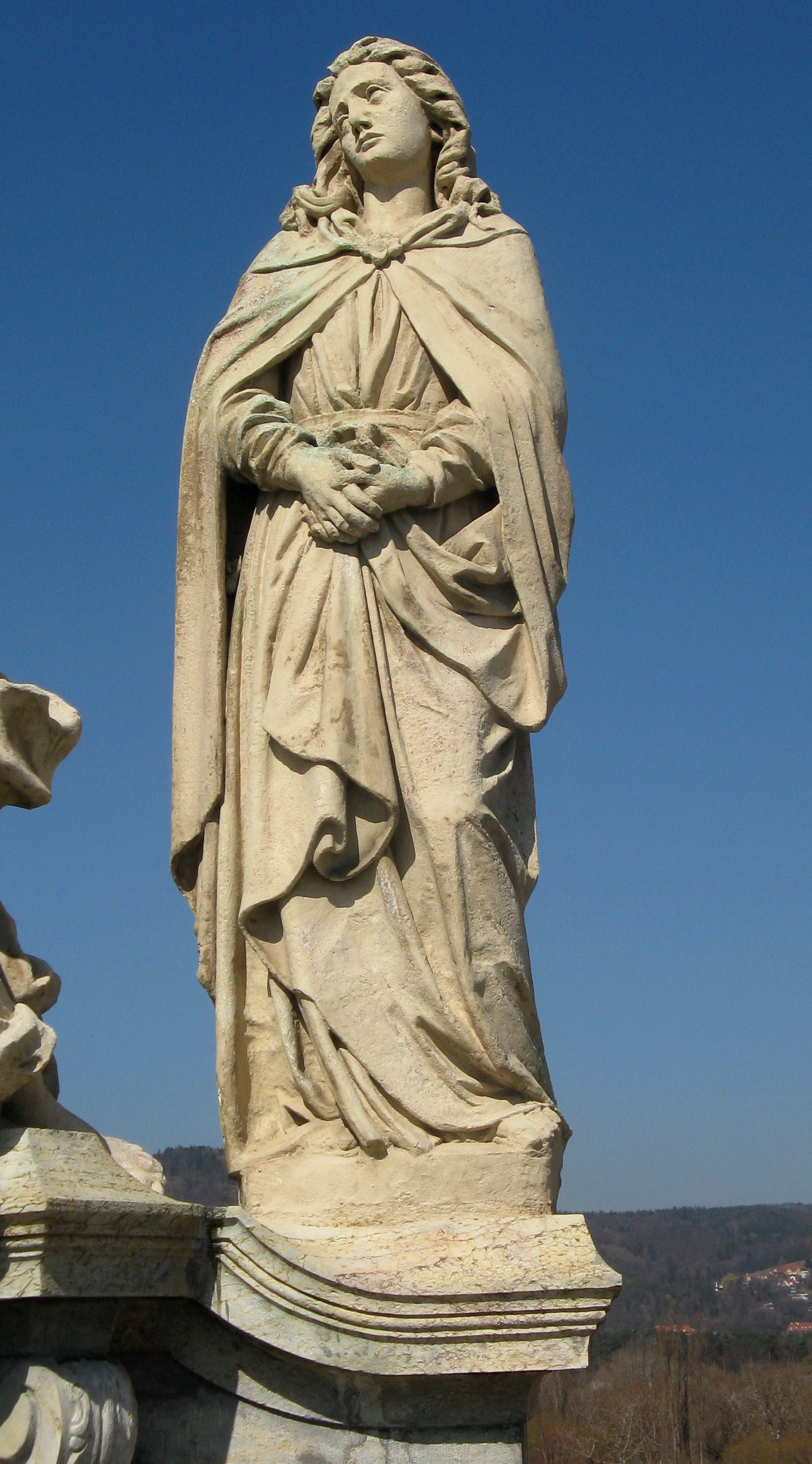
Gottesmutter Maria
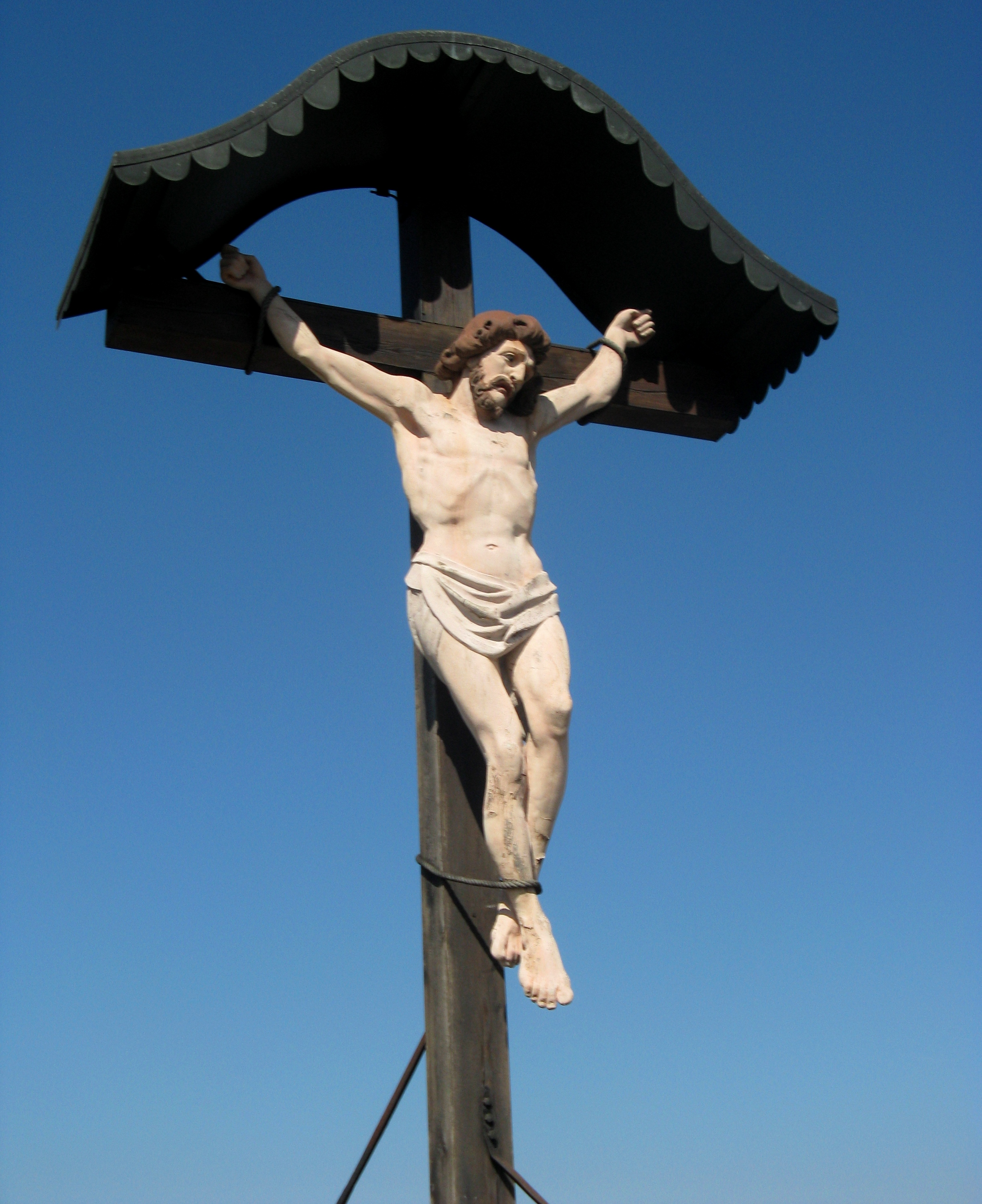
Gestas, der Schächer zur Linken Christi

### Kapellen (Übersicht)
| Name                                    | Entstehungszeit | Allgemeines mit Standort | Figuren | Außenansicht | Innenansicht |
| --------------------------------------- | --------------- | --- | --- | ------------ | ------------ |
| Geißelungskapelle (1)                   | um 1660         | Die kleine Kapelle ist an die nordöstliche Kirchenrückseite angebaut. Sie hat einen rechteckigen Grundriss und einen Dreiecksgiebel.⊙ | Der Künstler Jakob Gschiel schuf im Jahr 1882 die Figurengruppe aus Sandstein. Dargestellt wird die Geißelung Christi durch zwei Männer. |              |              |
| Petrusgrotte (2)                        | Ende 19. Jh.    | Die Petrusgrotte ist eine Nischenkapelle und wurde als künstliche Grotte errichtet. Die Szene mit Petrus, der sein Verhalten am Morgen des Karfreitags bereut, als er Jesus verleugnet hatte, gehört nicht zu den eigentlichen Kreuzwegstationen.⊙ | Johann Jacob Schoy schuf möglicherweise um 1722 die barocke Steinfigur, die in der künstlichen Felsgrotte aufgestellt ist. |              |              |
| Maria-Magdalena-Kapelle (3)             | um 1660         | Die Kapelle hat einen rechteckigen Grundriss, ein Zeltdach und ein Kreuzgewölbe. Das Rundbogensteinportal hat schmiedeeiserne Gitterflügel und ein Oberlichtgitter aus der Bauzeit.⊙ | In der Kapelle befindet sich eine gefasste Barockfigur der Maria Magdalena. |              |              |
| Herrgottruh-Kapelle (4)                 | um 1660         | Wie die meisten Kapellen des Grazer Kalvarienberges besitzt diese Kapelle einen rechteckigen Grundriss mit Dreiecksgiebel, Rundbogensteinportal und schmiedeeisernen Gitterflügeln aus dem 17. Jahrhundert. Seitlich an die Kapelle schließt eine Rundbogennische mit einer Statue der heiligen Veronika an, die Jesus Christus ein Schweißtuch reichte.⊙ | Die Herrgottruh-Kapelle hat eine reiche Stuckdekoration aus Knorpelwerk, ein Charakteristikum italienischer Künstler. Erst seit dem 19. Jahrhundert birgt die Kapelle die Darstellung der Rast Christi, die als „Herrgottruh“ bezeichnet wird. Es ist eine Christusfigur dargestellt, die auf die Kreuzigung wartet. Ursprünglich befand sich in der Kapelle eine Figur der Dornenkrönung. |              |              |
| Kreuzfallkapelle (5)                    | um 1660         | Die Architektur der Kreuzfallkapelle ähnelt den übrigen Kapellen. Sie ist die dritte Passionskapelle und die letzte vor der Kreuzigungsgruppe am Gipfel des Kalvarienbergs.⊙ | Die Figuren im Kapelleninnenraum stammen aus der Gründungszeit. Sie zeigen Jesus, der unter dem schweren Kreuz zusammenbricht, und zwei Schergen aus dem Barock. Die Jesusstatue wurde 1873 von Jakob Gschiel überarbeitet. |              |              |
| Beweinungskapelle (Mariä Schmerzen) (7) | um 1660         | Die Beweinungskapelle ist neben der Mariatroster Kapelle der größte Bau der Kalvarienberganlage. Das Kreuzgewölbe ist mit Stuckaturen im Ohrmuschelstil von Alexander Serenio ergänzt. Der zweijochige Bau hat noch ein Dach mit Schopfwalmgiebel.⊙ | Im Innenraum der Kapelle befindet sich eine Figurengruppe mit der Gottesmutter Maria, die ihren toten Sohn im Arm hält – eine Pietà – und Seitenfiguren mit Darstellungen des heiligen Johannes und der Maria Magdalena. An der Decke sind gemalte Kartuschenfelder. |              |              |
| Johannes-Nepomuk-Kapelle (8)            | 2. H. 19. Jh.   | Die Johannes-Nepomuk-Kapelle ist thematisch nicht zur übrigen Kalvarienberganlage zu zählen. Sie steht an einem murseitigen Abhang.⊙ | Die Figurengruppe im Inneren stammt vom Künstler Philipp Straub. Sie wurde im Jahr 1734 geschaffen und stellt den Brückensturz des heiligen Johannes Nepomuk dar, der sich 1393 in Prag ereignet haben soll. Johannes Nepomuk wird seit seiner Heiligsprechung 1729 als Brückenheiliger verehrt.                                                                                           |              |              |
| Verspottung-Christi-Kapelle (9)         | um 1660         | Die Kapelle hat ein von Säulen flankiertes Portal.⊙ | Im Innenraum wird die Ölbergszene und die Gefangennahme Christi dargestellt, die am Anfang der Passion Christi stand und nicht in die Reihenfolge des Grazer Kreuzwegs passt. Die Figuren sind aus Holz geschnitzt. |              |              |
| Mariatroster Kapelle (10)               | 1694–1701       | Der Mariatroster Kapelle wurde im Rahmen der Schenkung eines Marienbildes dieser Name verliehen. Sie hieß davor Dismaskapelle und war dem heiligen Dismas geweiht, der verurteilt neben Jesus am Kreuz starb und seine Freveltaten bereute.⊙ | Die Kapelle hat einen ovalen Grundriss. Der Innenraum ist mit dem Hochaltar und diversen Heiligenfiguren ausgestattet. Vor der Kapelle steht in einer Nischenkapelle die Gruppe der drei Marien. |              |              |
| Grabkapelle (12)                        | 1654            | Die Grabkapelle ist das älteste Gebäude des Grazer Kalvarienberges. An den quadratischen Vorraum schließt eine halbrunde Grabkammer an. Die Dachlaterne mit zwölf Säulen soll an die Jerusalemer Grabeskirche erinnern. Über dem Portal ist das Wappen der Freiherren von Maschwander zu sehen, der Gründer und Erbauer des Kalvarienberges.⊙             | Im Vorraum liegt ein flacher Stein, eine Nachbildung des Steins vom Grab Jesu Christi. Hinter einer Wandöffnung liegt eine Figur, die Jesus im Grab darstellt. |              |              |

### Die Mariatroster Kapelle

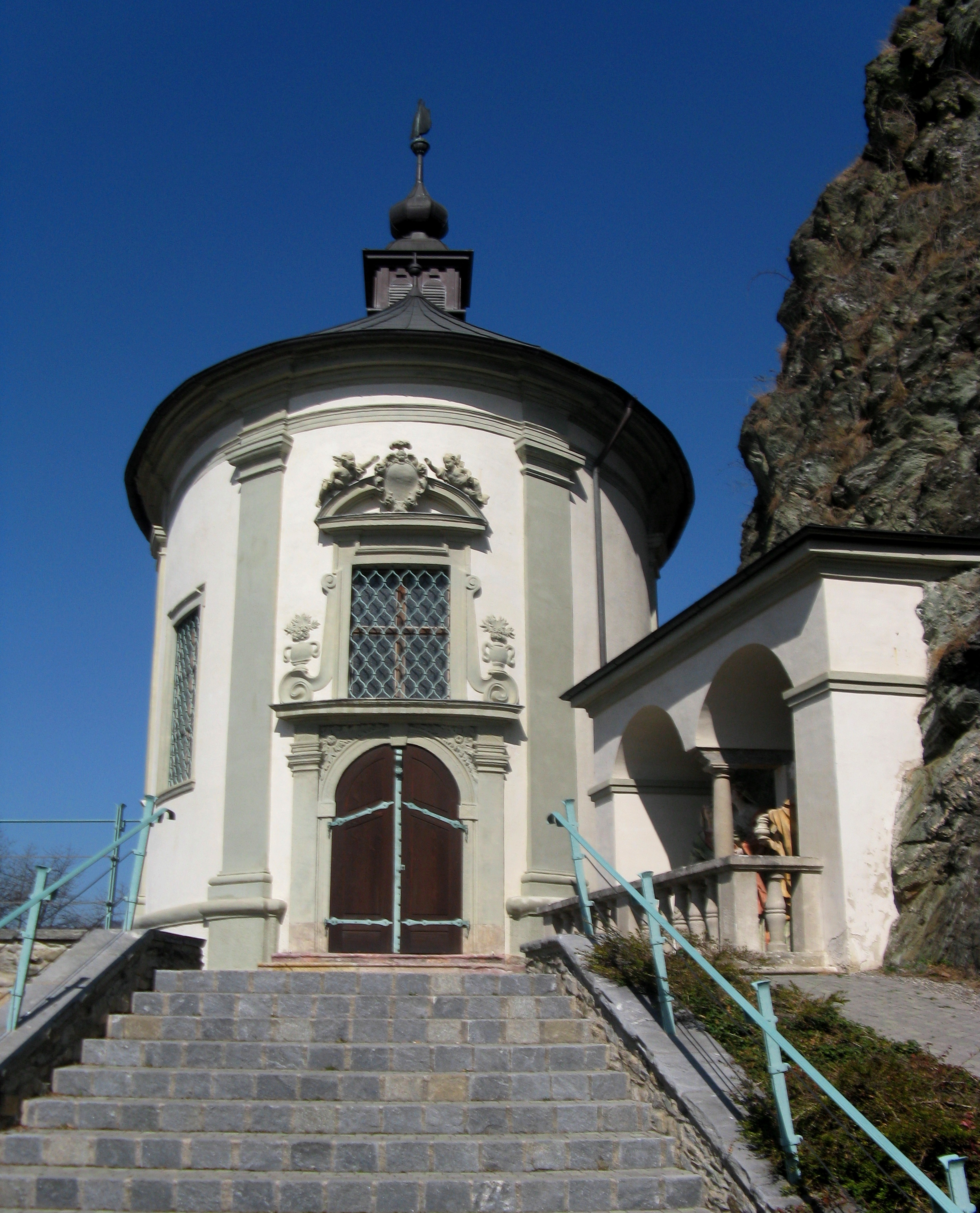
Aufgang zur Mariatroster-Kapelle mit Gruppe der drei Marien

Der ursprüngliche Name der Mariatroster Kapelle war Dismaskapelle. Dismas war der auf der rechten Seite neben Jesus gekreuzigte Verbrecher, der in seiner Todesstunde wegen seiner Untaten Reue gezeigt hatte.
Der Grundstein der Kapelle wurde vom Seckauer Fürstbischof Graf Rudolf Josef von Thun im Jahr 1694 gelegt. Der Bau hat einen ovalen Grundriss, ist mit Pilastern gegliedert und wird von einer Laterne mit Türmchen bekrönt. Die Weihe erfolgte 1701. Das Erbauungsdatum ist in eine Kartusche über dem Portal gemalt, die von Engelsfiguren flankiert wird. Vor der Errichtung der Dismaskapelle stand hier seit 1668 eine Rosaliakapelle, die aus Dankbarkeit wegen einer überstandenen Pestepidemie erbaut worden war. In einem Wallfahrtsbuch aus dem Jahr 1688 ist die heute nicht mehr existierende Kapelle dargestellt. Die ovale Kapelle erhielt ihren Namen aus der damals weit verbreiteten Dismas-Verehrung, die in den josephinischen Reformen eingestellt wurde.
Nach der Schenkung einer Marienfigur, die sich am Hochaltar befindet und von den hll. Joachim und Anna, den Eltern der Gottesmutter, umgeben ist, wurde der Innenraum umgestaltet. Die veränderte Kapelle erhielt den Namen Mariatroster Kapelle. Die Decke besteht aus einer Flachkuppel mit einem Fresko der Aufnahme Marias in den Himmel. Es stammt von Matthias Schiffer und entstand im Jahr 1803. Der Innenraum ist mit Figuren der Heiligen Franz de Paula, Antonius, Klara, Dismas, Franz Xaver, Joseph, Johannes des Täufers und Rosalia ausgestattet.

### Die Gruppe der drei Marien

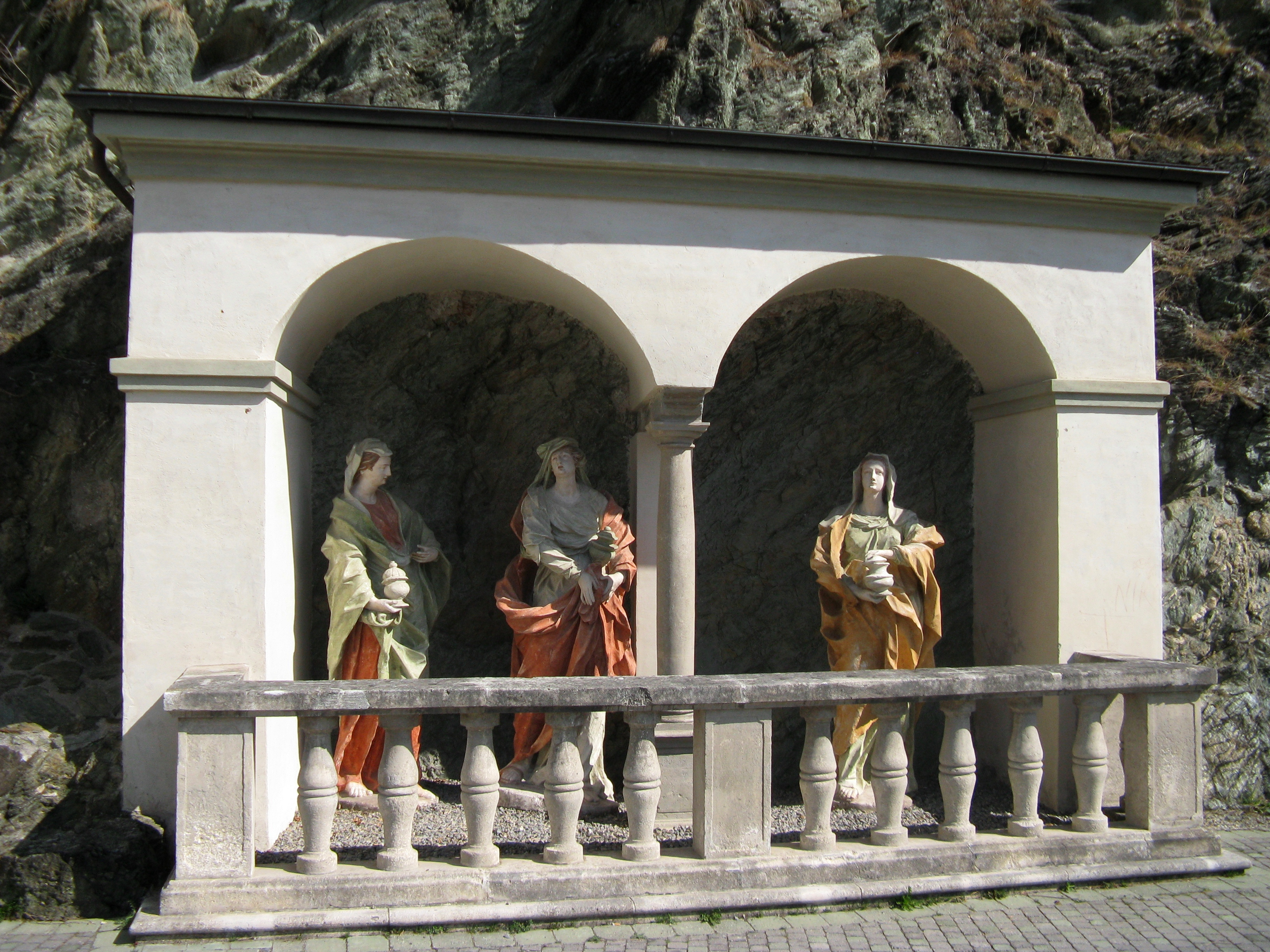
Gruppe der drei Marien

Vor der Mariatroster Kapelle ist eine kleine Nischenkapelle in den Felsen des Austeins geschlagen. Die Kapelle hat die Form einer Doppelarkade und wurde um 1660 errichtet, also vor dem Bau der Mariatroster Kapelle. Ursprünglich befanden sich in der Nische zwei Frauengestalten. Diese Konstellation wurde zwischen 1710 und 1725 durch die heute bestehende Figurengruppe der drei Marien ersetzt. Sie wird der Werkstatt des Künstlers Johann Jacob Schoy zugeschrieben. Die trauernden Frauen am Grab⊙ sind Maria, die Mutter Jesu, Maria Magdalena und Maria Salome, die im Evangelium auch „die andere Maria“ genannt wird. Diese Frauen waren nach dem Markusevangelium bei der Kreuzigung anwesend und fanden als erste nach der Auferstehung Jesu das leere Grab vor.

### Gitter aus Schmiedeeisen
Die schmiedeeisernen Tore und Oberlichtgitter der meisten Kapellen stammen aus der Zeit zwischen 1660 und 1700, der Regierungszeit Kaiser Leopolds I. Die strengen Formen, „Rundstab und meist enge Spiralen, werden [im Frühbarock] weiter verwendet, aber phantasievoll in mehrere Spielarten gebracht“. Die Gitter bedeuten eine Ablösung vom Manierismus zum Barock hin, der Knorpelstil ist in Ansätzen sichtbar. Eine Besonderheit der Kalvarienberggitter ist, dass sie von unterschiedlichen Schöpfern stammen.
Die Geißelungskapelle, Maria-Magdalena-Kapelle, Herrgottruh-Kapelle, Kreuzfallkapelle, Beweinungskapelle und die Grabkapelle haben schmiedeeiserne Tore und Oberlichtgitter unterschiedlicher Ausgestaltung:

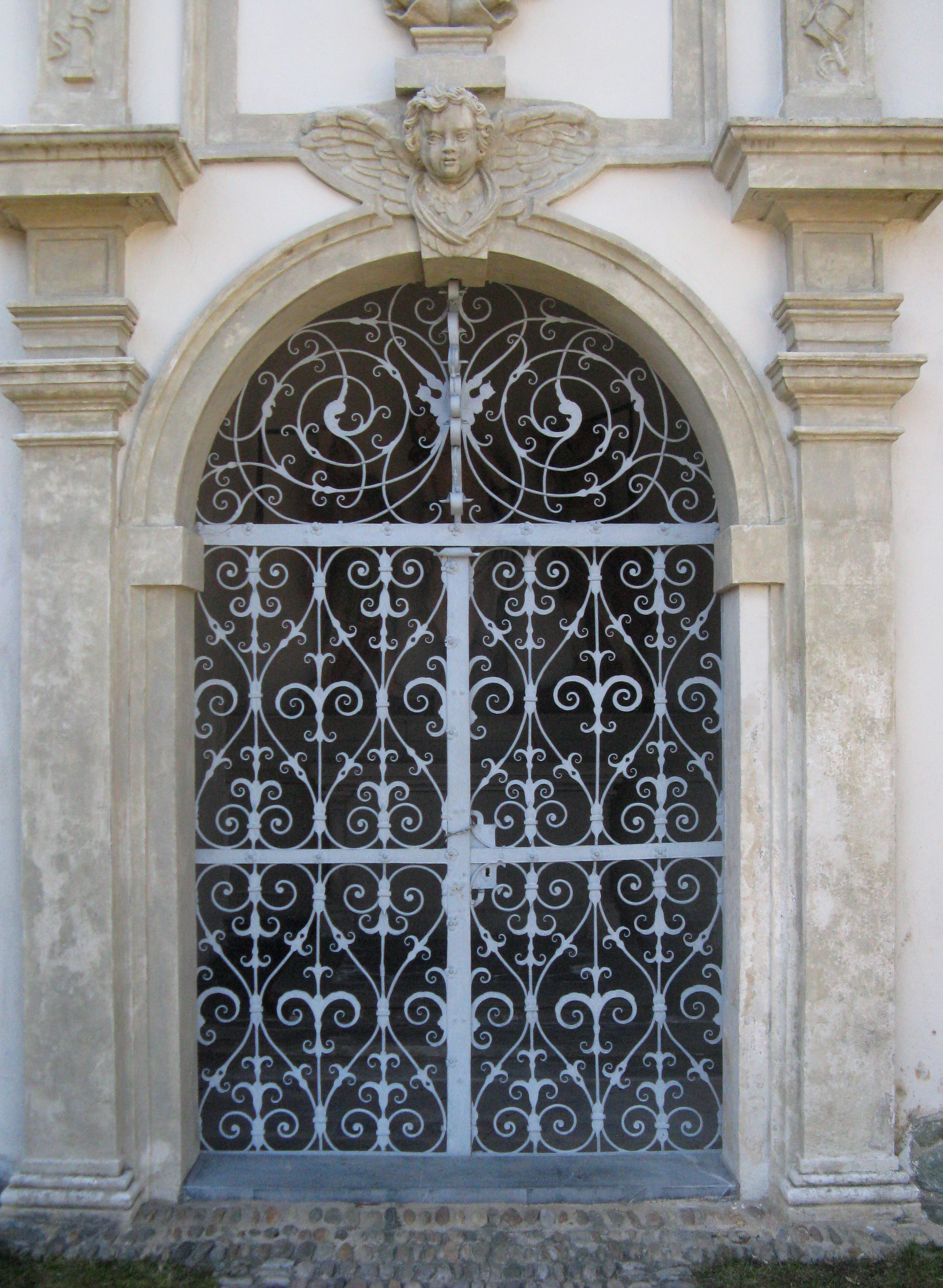
Geißelungskapelle
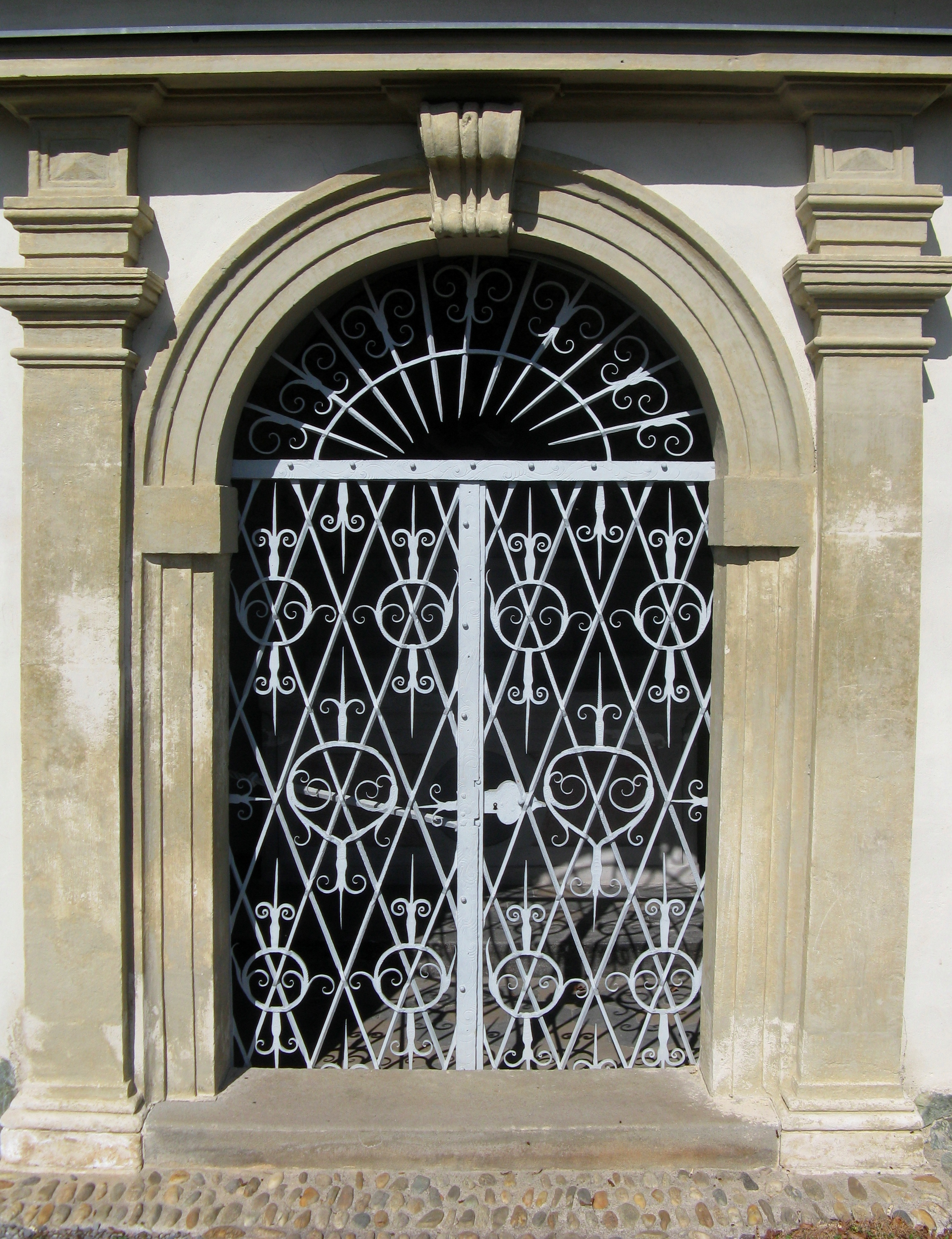
Maria-Magdalena-Kapelle
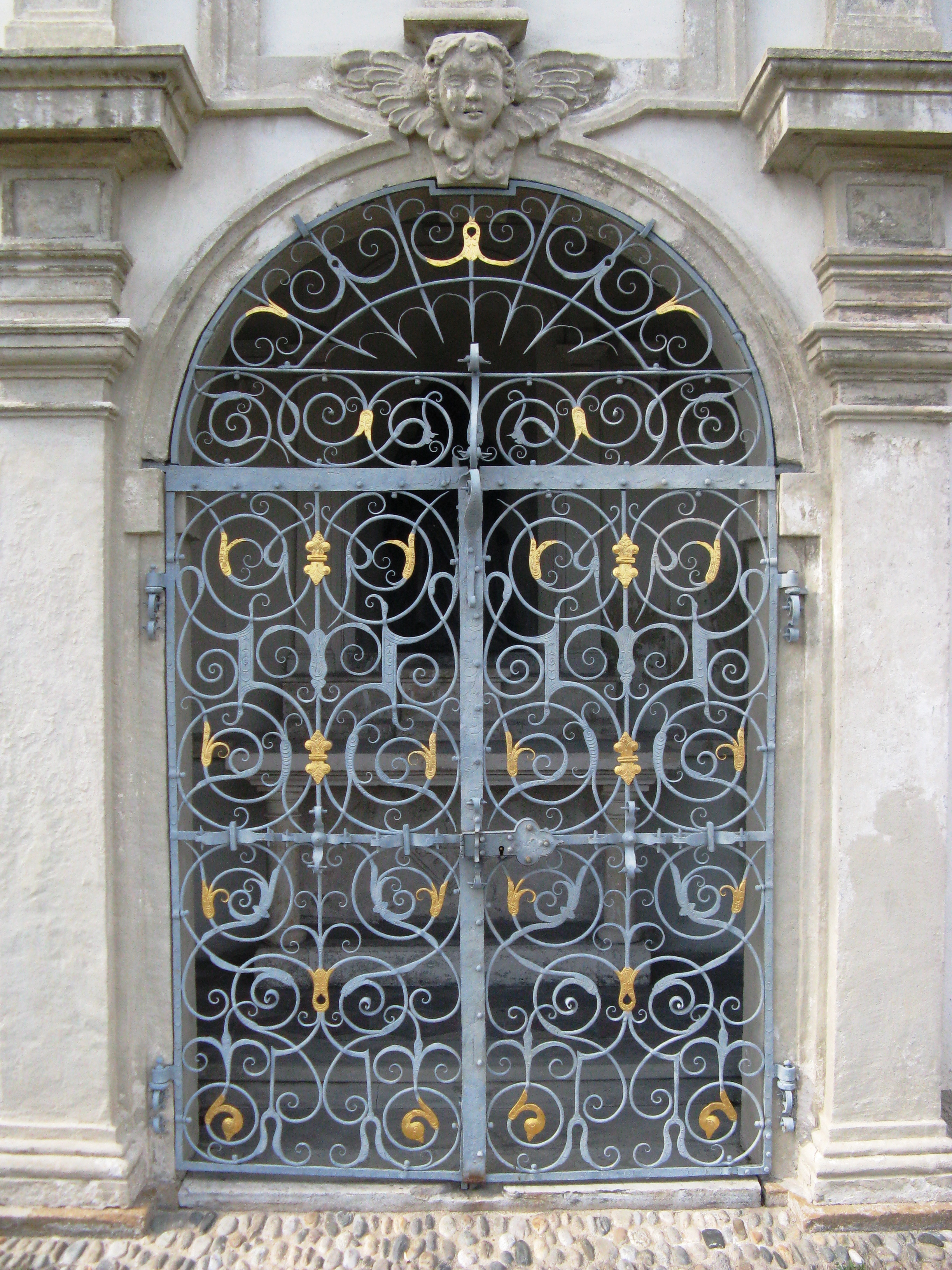
Herrgottruh-Kapelle
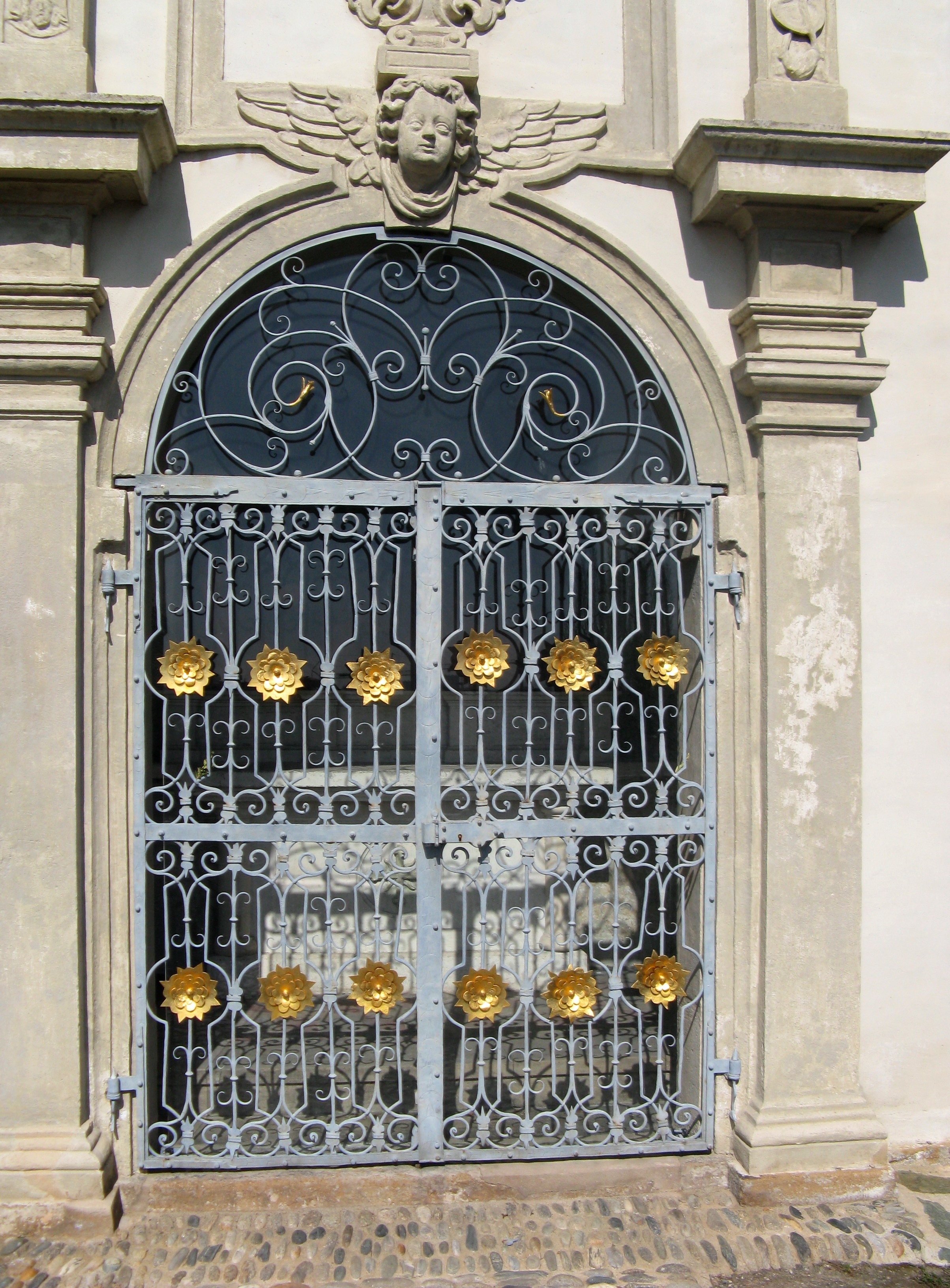
Kreuzfallkapelle
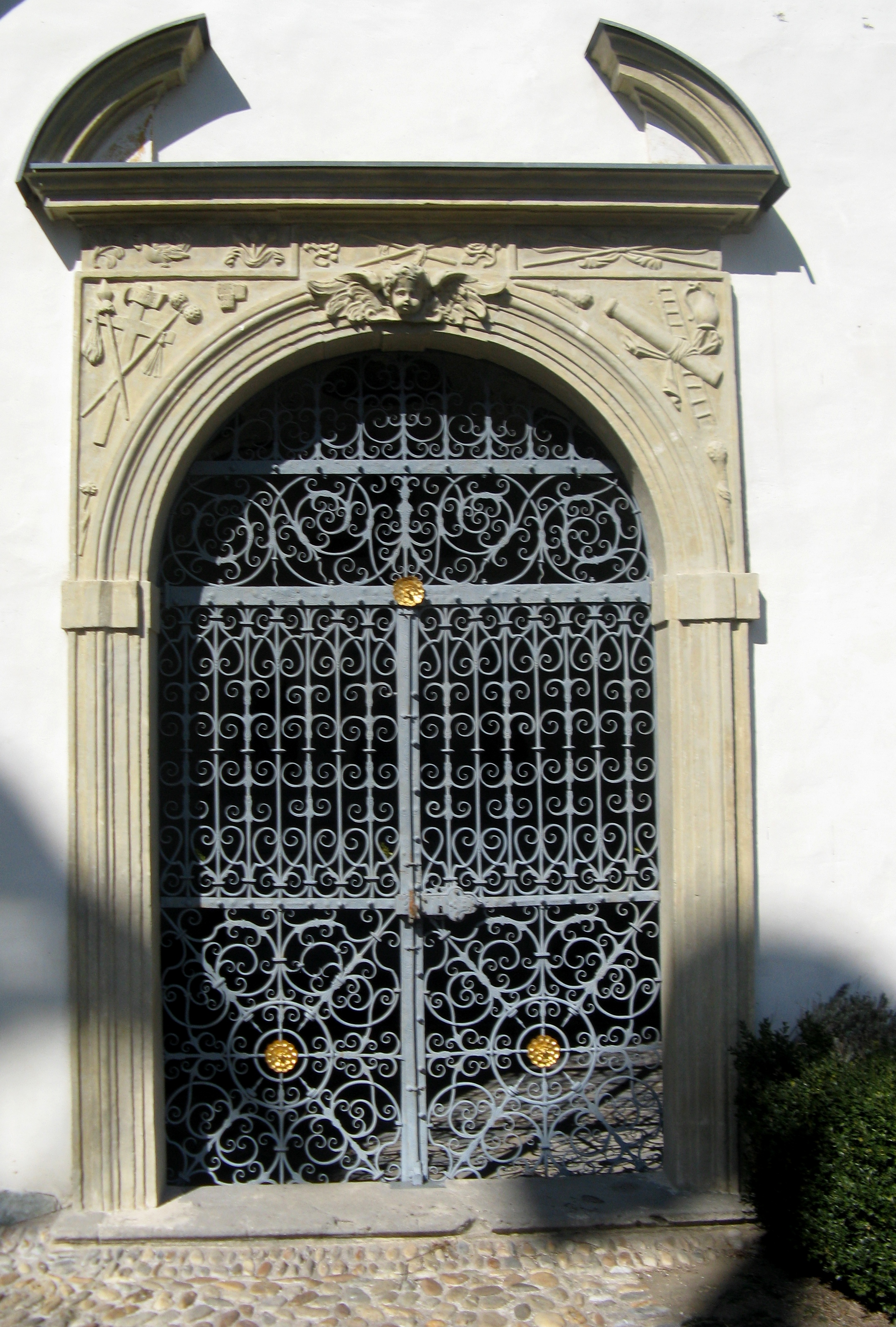
Beweinungskapelle
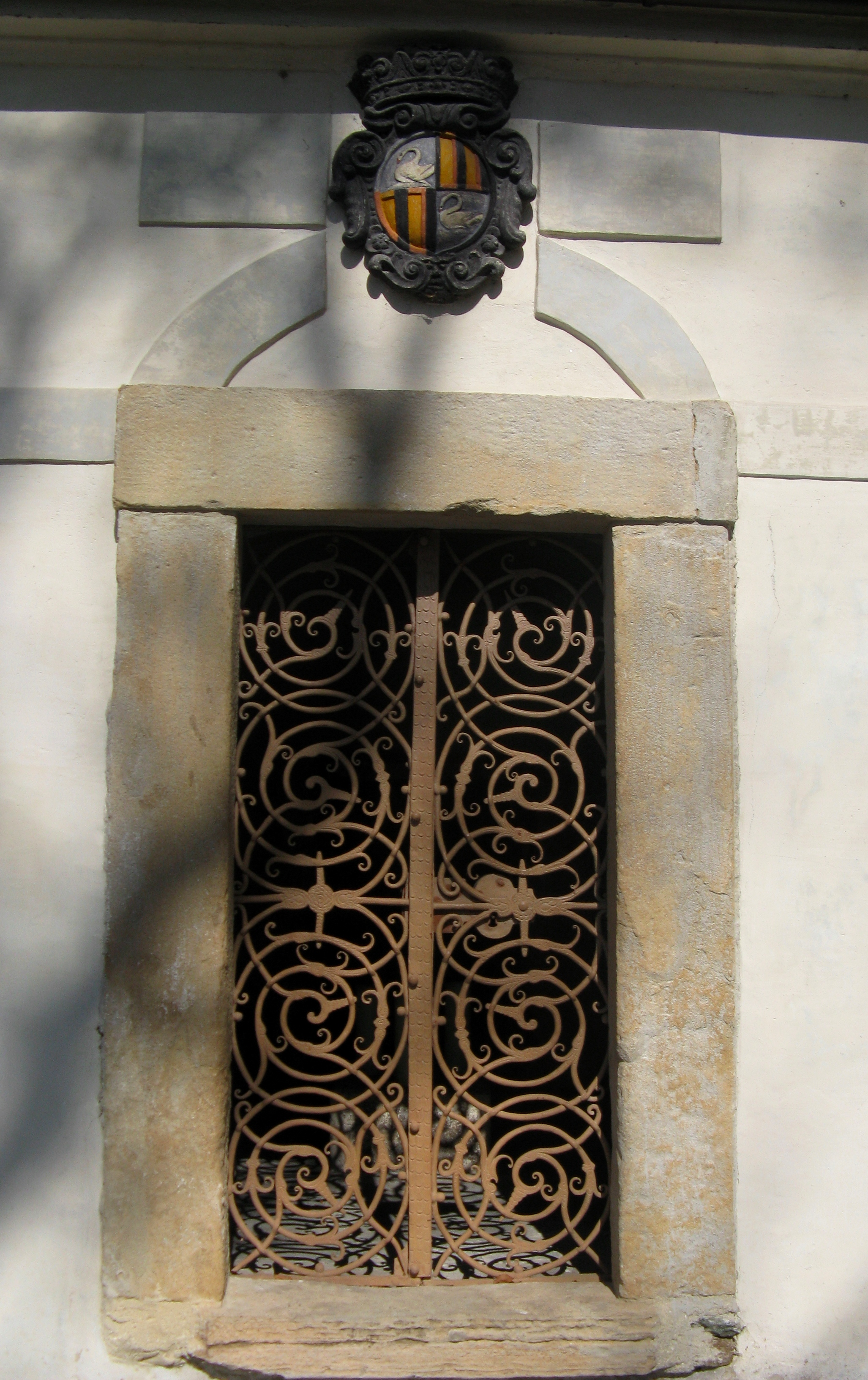
Grabkapelle

## Der Weg zum Kalvarienberg

### Allgemeines
Beinahe vergessen ist der Prozessionsweg von der Grazer Innenstadt hinaus zum Kalvarienberg auf dem Austein. Der Weg ist durch sieben Stationen in Form von Prozessionsbildstöcken gekennzeichnet, die beinahe alle an ihren Originalstandorten stehen. Ausgangspunkt der sogenannten „Grazer Bußprozessionen“ war die Domkirche. Über Hofgasse, Sporgasse und Murgasse gelangten die Teilnehmer zur Mariahilferkirche, der ersten Station. Von dort ging es weiter zum nahe gelegenen Lendplatz mit der Pestsäule als zweiter Station. Es folgten die Zeillergasse und der gesamte Verlauf der Kalvarienbergstraße bis zum Portal der Kalvarienbergkirche. Sechs der sieben Bildstöcke begleiten den Pilger in regelmäßigen Abständen auf der Wegstrecke, der siebente steht unmittelbar neben der Kirche, dem Zielort am Kalvarienberg. Die Distanz zwischen Grazer Dom und dem Kalvarienberg beträgt, wenn man dem alten Prozessionsweg folgt, ungefähr 3,5 Kilometer.

### Prozessionsbildstöcke und Martersäule
Die sieben Steinsäulen sind ein Symbol für die sieben Schmerzen Mariä. Auf den Säulen befinden sich tabernakelförmige Aufsätze mit teilweise erhalten gebliebenen Stifterinschriften. Die Errichtung der Säulen erfolgte zwischen 1660 und 1662. Für Graz beispiellos ist die Einheit der Formgebung und Größe. Die Aufsätze der Bildstöcke ruhen auf glatten Pfeilern mit umlaufenden Akanthusrelieffriesen. Sie sind an der Rückseite geschlossen. Die bildliche Gestaltung des jeweiligen Bildstockes ist unterschiedlich. Die ursprünglichen Bilder, die biographische Wegpunkte des Messias und Kreuzwegstationen Jesu Christi darstellten, wurden zwischen 1966 und 1997 durch Darstellungen des Malers Adolf Osterider ersetzt. Detaillierte Informationen zu den einzelnen Bildstöcke und der Martersäule sind in der Übersichtstabelle nachzulesen:
| Bezeichnung        | Standort mit Koordinate           | Informationen | Bild | Detail |
| ------------------ | --------------------------------- | --- | ---- | ------ |
| Bildstock I        | bei Zeillergasse 25⊙              | Vom Originalstandort wegen der Verkehrslage um zirka einen Meter versetzt. Bildtafel mit Darstellung der Beschneidung Christi aus dem späten 18. oder frühen 19. Jahrhundert wurde 1997 durch eine Darstellung Adolf Osteriders ersetzt.                    |      |        |
| Bildstock II       | bei Zeillergasse 55⊙              | Das Bild zeigt die Flucht nach Ägypten, ebenfalls 1997 von Osterider. |      |        |
| Bildstock III      | vor Grimmgasse 9⊙                 | Der Bildstock wurde 1966 auf ein platzartiges Wiesenstück versetzt. Sein ursprünglicher Standort war der Vorgarten des Hauses Kalvarienbergstraße 45. Das Ölbild „Christus wird im Tempel gefunden“ (1966–1970) stammt von Osterider.                       |      |        |
| Bildstock IV       | bei Kalvarienbergstraße 63⊙       | Das Ölbild „Kreuztragung“ (1966–1970) stammt von Osterider. |      |        |
| Bildstock V        | bei Kalvarienbergstraße 82⊙       | 1967 wurde der Bildstock versetzt. Auf seinem ursprünglichen Standort steht der Neubau Kalvarienbergstraße 93. Das Ölbild „Tod Christi am Kreuz“ (1966–1970) stammt von Osterider.                                                                          |      |        |
| Bildstock VI       | bei Kalvarienbergstraße 121⊙      | Der ursprüngliche Standort des 1968 versetzten Prozessionsbildstocks war zwei bis drei Meter westlich seiner gegenwärtigen Position. Das Ölbild „Kreuzabnahme“ (1966–1970) stammt von Osterider.                                                            |      |        |
| Bildstock VII (14) | westlich der Kalvarienbergkirche⊙ | Die ursprüngliche Bildtafel aus der zweiten Hälfte des 18. oder Anfang des 19. Jahrhunderts wurde durch eine moderne Darstellung ersetzt. Das Ölbild „Begräbnis Christi“ (1997) stammt von Adolf Osterider. Gegenüber dem Bildstock steht eine Martersäule. |      |        |
| Martersäule (13)   | westlich der Kalvarienbergkirche⊙ | Gegenüber der Martersäule steht der Prozessionsbildstock VII. |      |        |

Von den sieben Bildstöcken wurden zwischen 1966 und 1968 die Bildstöcke III, V und VI versetzt, die Nummern I, II, IV und VII verblieben an ihren Originalstandorten. Bildstock VII sticht durch seine prominente Lage neben der Kalvarienbergkirche hervor. Pläne, die versetzten Bildstöcke an ihren ursprünglichen Standort zu stellen, um den Charakter des Prozessionsweges zu rekonstruieren, wurden nicht verwirklicht.